# Hecla-Grindstone Provincial Park

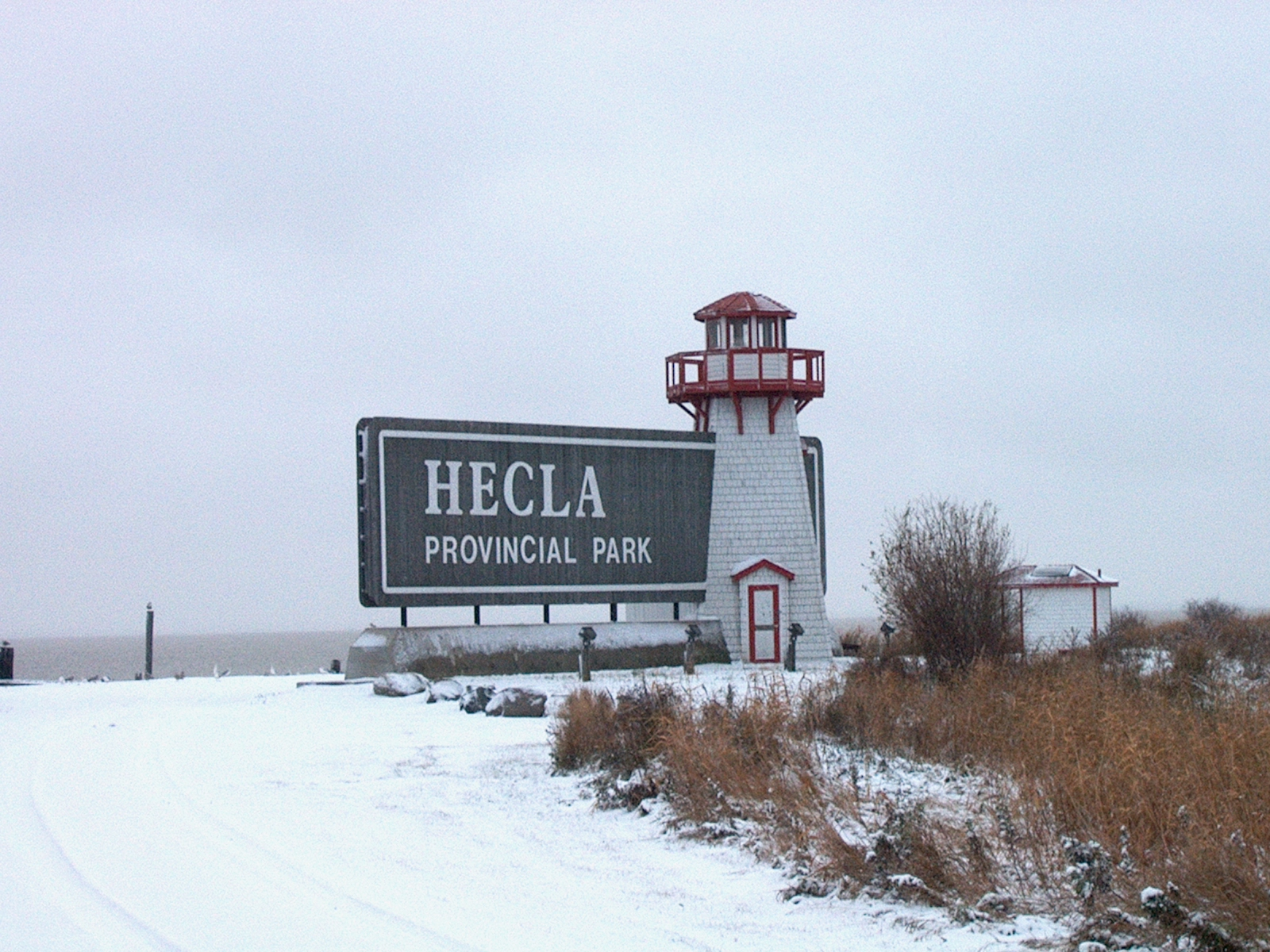
Schild und Beobachtungsturm am Eingang des Parks

Der Hecla-Grindstone Provincial Park ist ein 1969 eingerichteter Provinzpark im Winnipegsee in der kanadischen Provinz Manitoba, welcher innerhalb des Systems der Provincial Parks in Manitoba der Kategorie „Natural Park“ zugeordnet wird. Er liegt 190 km nördlich von Winnipeg, der Hauptstadt der Provinz, und dient dem Erhalt und der Erforschung der dort bestehenden Fauna und Flora ebenso, wie den kulturellen Relikten der dortigen First Nations und der bis vor wenigen Jahrzehnten dort lebenden isländischen Gemeinde. Auch sollen die Kalksteinklippen im Parkgebiet geschützt werden. Aus diesen Gründen wurde der Park 1988 von einem Naturpark in einen sogenannten Heritage Park umgewidmet, da hier nicht nur das Natur-, sondern auch das Kulturerbe geschützt werden soll.
Zum etwa 1084 km² großen Park gehören die 163,8 km² große Hecla-Insel, dann die nördlich von Hecla gelegene Deer Island, hinzu kommen Punk und Little Punk Island sowie Goose Island, schließlich Black Island, die zweite große Insel im Parkgebiet. Außerdem gehört Grindstone zum Park, eine lange Halbinsel von ähnlicher Größe wie Hecla, die sich am Westufer des Winnipegsees erstreckt. Sie kam 1997 zum 1969 gegründeten Park hinzu. Zum Park gehört außerdem die Wasserfläche zwischen dem West- und dem Ostufer des Sees im Gebiet der Inseln. Nur um Gull Harbour im Nordosten der Insel ist eine wirtschaftlich-industrielle Nutzung (development) erlaubt.
Abgesehen von der Grindstone-Halbinsel und dem Ort Hecla ist der Park weitgehend unbewohnt. Auf der Insel wurden die ältesten Tonwaren der Provinz gefunden, die aus der Zeit um Christi Geburt stammen. Die bis 1875 dort lebende indianische Bevölkerung der Saulteaux, die als Island band bezeichnet wurde, musste Hecla auf Druck der kanadischen Regierung verlassen. Ihre Nachkommen leben überwiegend in einem Reservat namens Wanipigow am Ostufer des Sees. Die bis zu 500 Isländer, die ab 1876 auf Hecla lebten, in einem Bezirk, in dem bis 1897 ausschließlich Isländer leben durften, verließen die Insel ab den 1960er Jahren. Der Provinzpark birgt neben dem historischen Erbe große Vogelkolonien, unter denen die der Nashornpelikane besondere Bedeutung hat.

## Geologie und Klima

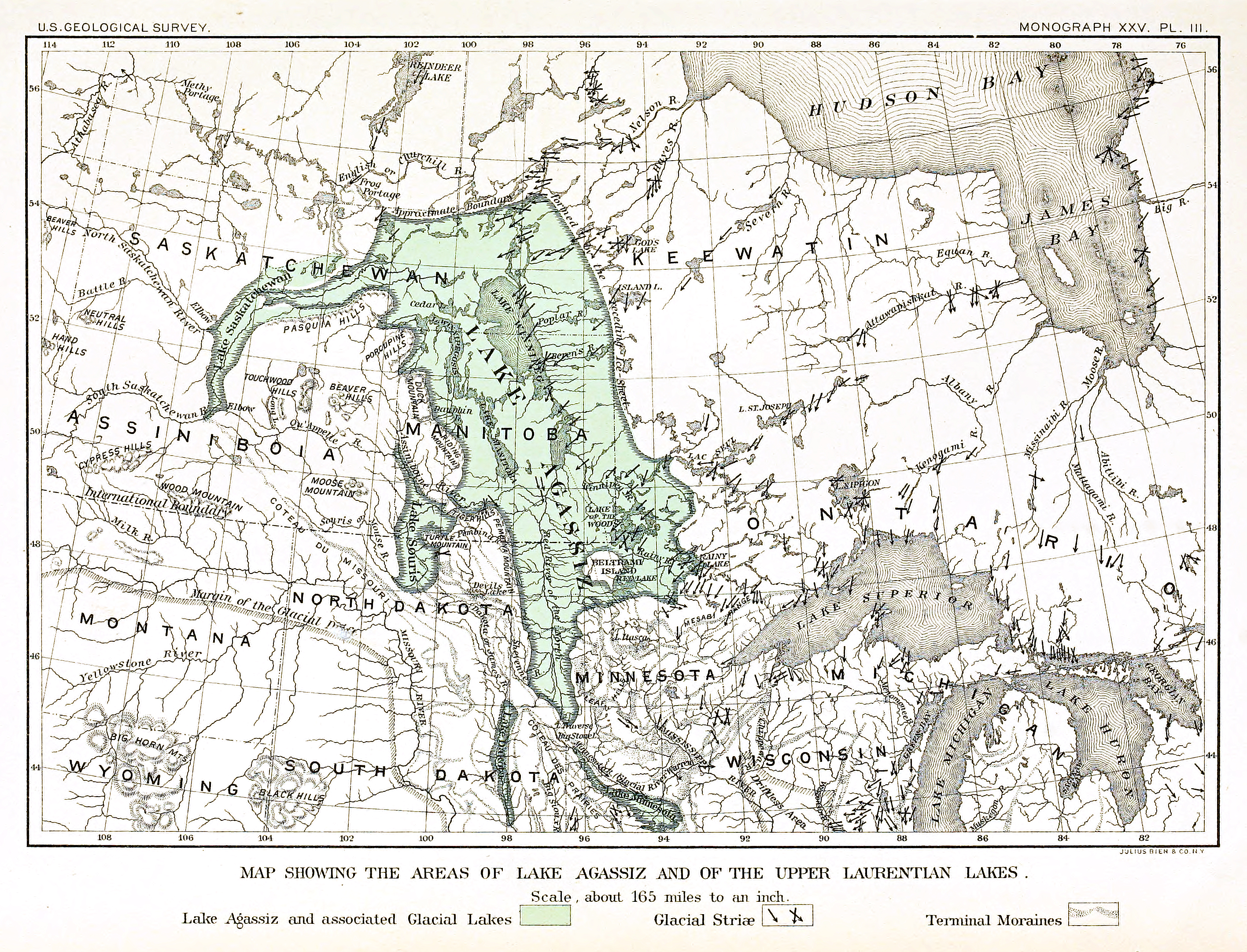
Der nacheiszeitliche Agassizsee bedeckte eine Fläche von rund 450.000 km²

Die Insel Hecla liegt im rund 24.500 km² großen Winnipegsee, der sich über eine Länge von 416 km nordsüdwärts erstreckt. Die „Narrows“, Engstellen nördlich von Hecla, teilen den See in zwei Hälften, wobei die nördliche eine West-Ost-Ausdehnung von 100 km aufweist, die südliche von nur 40 km. Die schmalste Stelle liegt jedoch nahe Hecla, östlich von Black Island, wo der See nur noch 500 m breit ist, aber dort auch die größte Tiefe mit rund 60 m aufweist. Insgesamt ist der Winnipegsee verhältnismäßig flach.
Hecla entstand vor rund 450 Millionen Jahren. Tropische Seen lagerten dort Lehm und Sand ab. Diese wurden zu Sandstein und Schiefer verdichtet. Der See wurde tiefer und dicke Kalkschichten lagerten sich ab. In einigen Gebieten stehen auch Granite an und an einigen Stellen treten vulkanische Überreste zutage. Vorherrschend sind an der Oberfläche jedoch Kalkstein und eiszeitliche Ablagerungen. Die höher gelegenen Gebiete bestehen dementsprechend aus kalkreichen Moränen und Tilliten, die in den letzten Eiszeiten abgelagert wurden. Ihre Dicke schwankt zwischen 53 und 150 m. Der Grundfels besteht aus Kalkstein und Dolomit. Im Park gibt es eine Reihe von Kalksteinklippen.
Als gegen Ende der letzten Eiszeit die Gletscher zu schmelzen begannen, entstand vor ca. 11.700 Jahren der Agassizsee, der einen Großteil Manitobas bedeckte. Er hinterließ eine dünne Schicht organischen Materials, wenn auch Tillit weiterhin dominierte. Auf lehmigem Untergrund abgelagert, entwässern diese Gebiete ausgesprochen schwach. Die Strände rund um Hecla entstanden durch erodierten Sandstein, den die Wellen des Sees an Land warfen. Dabei sind die meist im Herbst von anhaltenden Nordwinden verursachten Wellen von außergewöhnlicher Höhe, wenn sie Hecla erreichen. Sie führen entlang der Küsten zu starker Erosion und häufigen Überschwemmungen, was auch damit zusammenhängt, dass bei nachlassenden Winden in einem vor- und zurücklaufenden Prozess die zurücklaufenden Wassermassen die Erosionseffekte verstärken (hier seiching genannt).
Die Region wurde als humid-kontinental klassifiziert. Auf den Inseln ist die Frostperiode kürzer als auf dem umliegenden Festland. So weist Black Island 110 frostfreie Tage auf. Zwischen 1961 und 1990 lag die Jahresdurchschnittstemperatur an der nächstgelegenen Messstation Arborg westlich des Parks bei 0,9 °C, die mittlere Januartemperatur bei −20,2 °C, die entsprechende Temperatur im Juli bei 18,4 °C. Dabei fielen 491 mm Niederschlag, davon 22,4 % als Schnee.

## Geschichte

### Frühgeschichte bis zur Abtretung an isländische Siedler

Karte des Winnipegsees, 1878

Auf Hecla lebte die stark verstreute Island band, wie sie die britischen und kanadischen Behörden später bezeichneten. Sie geht möglicherweise, wie die meisten Gruppen in der Region, auf Zuwanderung aus dem Osten zurück, die in der Laurel-Phase stattfand, also vor rund 2000 Jahren. Diese Zuwanderer gehörten zu den Ojibwa. Sie brachten Keramik und neue Techniken mit, von denen Ausgrabungen am Wanipigow Lake (auf dem Festland östlich des Parks) die ältesten in der Provinz zutage förderten. Aus der Zeit zwischen etwa 700 und 1640 stammen zahlreiche Tonscherben. Sie ließen sich verschiedenen Phasen zuordnen, vor allem Blackduck, Selkirk und Sandy Lake. Außerdem finden sich im Osten von Black Island Zeremonienorte, wie etwa der Medizingesellschaft, und Begräbnisstätten.
1734 erschien erstmals ein Europäer in der Region. Vérendrye meldete, er habe Eisenerz gefunden, was möglicherweise auf die Hämatitbestände des heutigen Parkgebiets hinweist. Auf einer Karte von 1740 erscheint die Insel dementsprechend als Ile de Fer, als Eiseninsel. In dieser Zeit, also etwa um 1733 bis 1760 lebten hier vermutlich Cree. Das Hämatit wurde als Farbe für die Körperbemalung, aber auch für Felsmalereien genutzt, nicht jedoch zur Eisengewinnung. Diese Cree verließen vor 1800 das Gebiet und zogen nord- und westwärts, wobei sie am Nordrand des Sees weiterhin einige Lager unterhielten. In den 1790er Jahren gründete die Hudson’s Bay Company einen Handelsposten am Ostende von Black Island.
Von Süden kamen Ojibway-Gruppen nach Norden, die die Briten als „Red Lakers“ und „Leech Lakers“ bezeichneten. Dieser Prozess zog sich über mehr als zwei Jahrzehnte hin, doch um 1821 war die später als Island band bezeichnete Gruppe auf Black Island und den Nachbarinseln angesiedelt. Weißfisch, eine größere Elchherde und weite Blaubeerflächen boten eine hinreichende Nahrungsgrundlage. Um Grindstone jagte hingegen die Peguis Band. Sie saßen zuvor am Netley Creek, wichen jedoch vor den anglikanischen Missionsversuchen aus. Sie rechneten sich ebenfalls zu den Island bands und wohnten ganzjährig um Grindstone. Ihre Hauptlager befanden sich am White Mud River und um Sandy Bar.
Wie die meisten Stämme Kanadas sollten sie nach 1871 in ein Reservat ziehen, um weißen Siedlern Platz zu machen. Dazu wurden die sogenannten Numbered Treaties abgeschlossen. Für die Gruppen am Winnipegsee war dies vor allem Vertrag Nr. 5 von September 1875. Dahinter steckten jedoch nicht nur Besiedlungsinteressen, wie sie die kanadische Regierung verfolgte, sondern auch eine Gruppe von Kapitalanlegern aus den Reihen der Methodistengemeinde, wie John Schultz oder Donald Smith. Sie wurden vor allem von Clifford Sifton und seinem Schwager Theo Burrows unterstützt, ersterer ab 1888 als Mitglied der Legislative Assembly of Manitoba, des Provinzparlaments. Die Unternehmerfamilie von E.J. Sanford aus Hamilton in Ontario sorgte für die Entsendung von Missionaren ab 1868, um die Indianer auf den Inseln, auf denen sich ausgedehnte Wälder befanden, gefügig zu machen. Dies konnte umso leichter gelingen, als Kanada die Herrschaft privater Gesellschaften, allen voran der Hudson’s Bay Company, ablöste, und damit die Holzgewinnung von der amerikanischen Zufuhr unabhängig machen konnte. 
Henry McKenny war 1868 der erste, der auf den Inseln Bäume fällte. Der rechtliche Vorwand gegenüber den bisherigen Bewohnern bestand darin, dass die Indianer das Holz angeblich nicht nutzten. Doch McKenny verlor  seine Erlaubnis wegen seiner pro-amerikanischen Einstellung an Donald Smith. Da Kanada von Großbritannien zu dem vorrangigen Zweck gegründet worden war, die Expansion der USA nach Norden zu verhindern, konnte die Regierung solche Männer nicht dulden, vor allem nicht, wenn sie den Anschluss Kanadas an die USA forderten.
Für die Methodisten bahnte sich eine weitere Gefahr an: Die Cree um Norway House und Oxford House zogen zu anderen Cree um St. Peter’s nordwestlich von Hecla. Dies war für die Methodisten insofern höchst bedrohlich, als letztere Anglikaner waren. So sollte ab 1874 eine Siedlung am Berens River entstehen (deren Holz von Black Island stammte), um diese Südwanderung abzufangen. Die dort ansässigen Saulteaux wurden nicht gefragt, ob sie dem Ideal industrieller Tätigkeit nachgehen wollten. Die Methodisten sahen ihre Tätigkeit in Zusammenhang mit dem Ausbau der Eisenbahn- und Schiffsverbindungen in der Region. In dieser Spekulationsphase machten zahlreiche Unternehmer und Politiker ihre Vermögen. Grundlage war die Ausbeutung der Natur- und Bodenschätze, der die Indianer im Wege standen. 1874 wurde in den Vulcan Iron Works in Winnipeg erstmals lokales Eisen verarbeitet, im selben Jahr fand sich Kohleteer nahe Elk Island, wie die Winnipeg Free Press am 25. August 1874 berichtete. Folgerichtig wurde weder die Berens River Band noch die Island Bands in die ersten Verträge mit eingeschlossen. Spätestens 1874 waren die Hämatitformationen auf Black Island bekannt, wenn sich auch 1943 herausstellte, dass sie die Ausbeutung nicht lohnten, da die Stärke der Schicht weniger als 30 m betrug. 1874 erschien mit der Venture auch ein erstes Fischfangschiff.
Die Island band forderte Hecla Island, das einen Teil ihres traditionellen Gebietes darstellte, doch die Regierungsvertreter lehnten dies ab. Die Gründe sind offiziell nicht bekannt, doch dürften sie auf Initiativen der methodistischen Missions- und Investorengruppe zurückzuführen sein. Am 20. und 24. September 1875 wurden die Indianer am Berens River und in Norway House (am Nordende des Winnipegsees) dazu überredet, an den Hollow Water River zu ziehen, und auf ‚Big Island‘, wie sie es, folgt man der Übersetzung, nannten, zu verzichten. Allerdings waren sie der Annahme, dass ihr Reservat wenigstens Black Island umfassen würde, und auf einer Karte von 1882, erstellt für Indian Reserves Surveys Canada, erscheint die Insel tatsächlich noch als ihr Gebiet. Dies dürfte seinen Grund darin gehabt haben, dass dort die jährliche Versammlung ihrer Midewiwin oder Großen Medizingesellschaft stattfand.
Für die Island bands setzte Ka-tuk-e-pin-ais oder Hardisty sein Zeichen auf den Vertrag, obwohl den kanadischen Unterhändlern klar mitgeteilt wurde, dass die Island bands überhaupt keinen gemeinsamen Häuptling hatten. Er forderte sogar, mit der Regierung direkt verhandeln zu dürfen, doch wussten dies die Unterhändler zu verhindern.
Alexander Morris berichtete den Methodisten, dass die Indianer sich wie „weiße Männer“ kleideten. Ansprüche auf die Inseln erhoben die Gruppen, die die Kanadier Bloodvein, Big Island und Sandy Bar nannten. Letztere war die Peguis-Gruppe am White Mud River und auf Big Island. Die Big Island Band dieses Reports von 1876 entsprach also der Band auf Black Island von 1875. Sie selbst ordneten sich keinem bestimmten Gebiet zu, sondern benannten sich nach ihrem headman, meist einem anerkannten Jäger oder Schamanen. Es ist bezeichnend, dass Thomas Nixon einer der Zeugen des Vertrages mit den Insel-Bands war, der genau wusste, dass für die Indianer Hecla, das gerade in diesen Jahren unter heftigen Überschwemmungen litt, gar keine Insel war. Black Island, das sie Big Island nannten, war ihr Schwerpunkt, nicht Hecla.
Die Indianer mussten sich dennoch dem Druck der Interessengruppe fügen und unterzeichneten den Vertrag. Da aber die Kolonie am Berens River nicht so florierte, wie die Methodisten dies erwartet hatten, wusste man zunächst nicht, wohin man sie umsiedeln sollte. In dieser Lage gestattete man der Dog Head Band, der Bloodvein Band und der Jack Fish Head Band sich dort anzusiedeln, wo sie wollten. Die Sandy Bar Band wünschte, sich der Gruppe um Ka-Tuk-e-pin-ais anzuschließen.
Ende der 1870er Jahre zogen einige Angehörige dieser Island band von Doghead nach Loon Straits am Ostufer des Winnipegsees, wo sie Gartenbau betrieben. Dort, am Ostufer des riesigen Sees, leben heute in Wanipogow Indianer in einem Reservat auf dem Festland gegenüber von Hecla. Sie heißen heute Hollow Water First Nation. Mehr als 1000 Mitglieder des knapp 2000 Menschen zählenden Stammes leben im 1622,9 Hektar großen Reservat Hollow Water 10 Indian Reserve.
Angehörige der Peguis First Nation (10.029 Angehörige, Stand: Mai 2016) und der Fisher River First Nation (3.848), die sich auf die Verträge mit Kanada berufen, behielten weiterhin ihre Jagdrechte, insbesondere auf Elche.
Zwei Jahre nach dem Abzug der Indianer von Black Island erwarb der Methodist T.A. Burrows mit seinem Partner A. Walkey aus Ottawa das Sägewerk in Manigotogan auf Black Island. 1884 entstand ein Dock an der Südostseite der Insel, doch letztlich blieb die wirtschaftliche Ausbeutung aus.

### Isländer

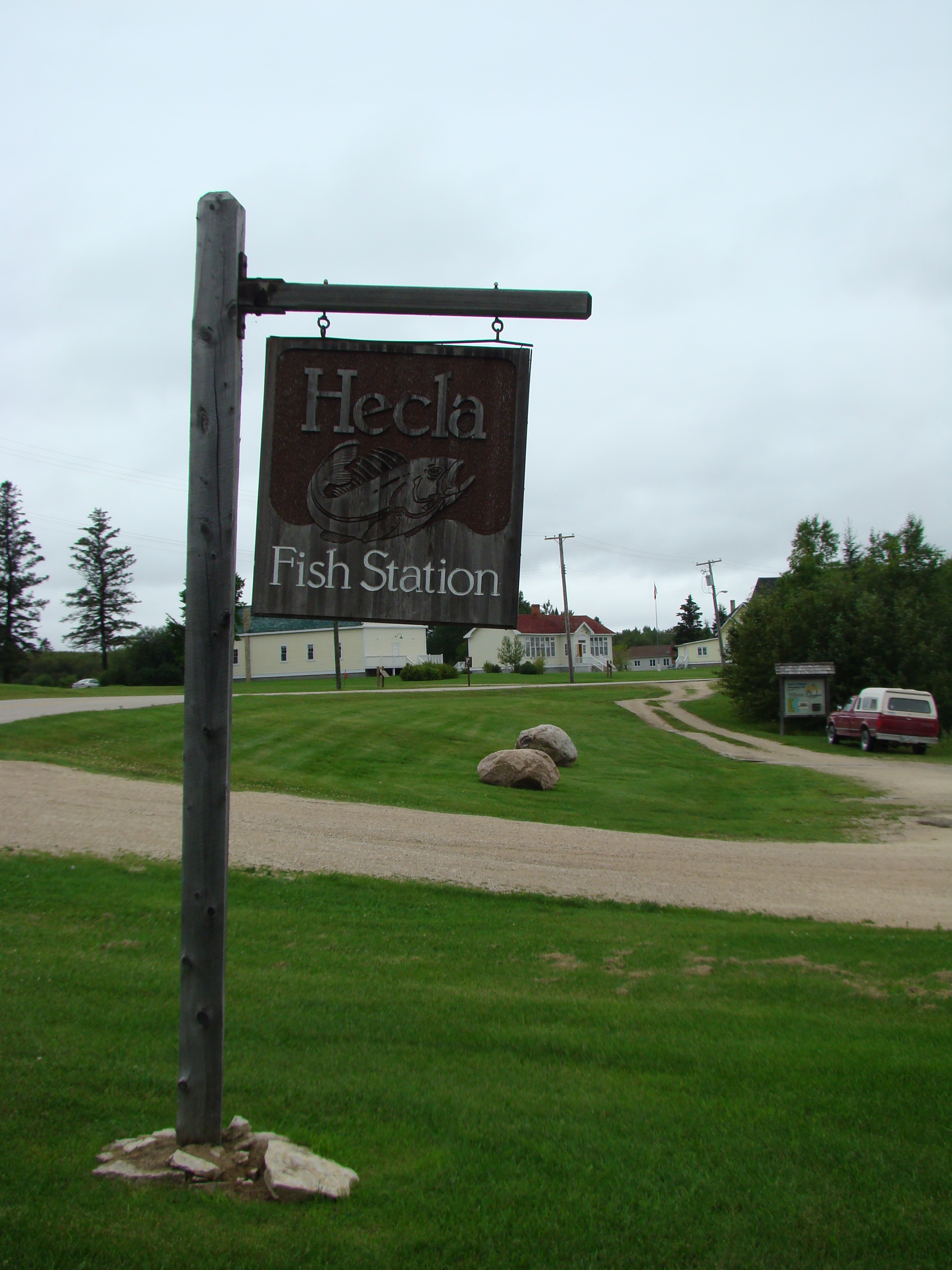
Fish Station auf Hecla

1857 stellte eine britische Expedition in die Interlake-Region zwischen Winnipeg- und Manitobasee fest, dass das flache, wenn auch holzreiche Gebiet für Besiedlungszwecke weniger geeignet sei, als andere Gebiete in Manitoba. Noch 1875, kurz bevor die ersten Isländer kamen, hielt eine norwegische Delegation die Region für ungeeignet, um dort zu siedeln.

#### Erste Siedler aus Island
Hecla wurde dennoch von Europäern ab 1876 besiedelt. Es waren vor allem Isländer, die die Insel im Winnipegsee Mikley nannten. Zwischen 1870 und 1914 verließen rund 17.000 Menschen Island, also etwa 15 % der Bevölkerung, um vor der wirtschaftlichen Not zu fliehen, die 1875 durch den Ausbruch des Vulkans Askja noch verschärft wurde, der die Viehweiden im Osten Islands vergiftete. Statt jedoch im fruchtbaren Gebiet zwischen Manitoba- und Winnipegsee zu siedeln, sorgten die methodistischen Investoren dafür, dass sie weiter nordwärts zogen. Thomas Nixon versorgte die ersten Gruppen mit Zelten und sonstigen Ausrüstungsgegenständen, Donald Smith versorgte sie mit Booten, John Schultz sorgte für Führer. Der Gouverneur von Kewatin erklärte das Gebiet von Hecla nordwärts zum Reservat. Gleichzeitig mussten die Indianer vom Berens River ihr Gebiet zugunsten der Isländer verlassen und in das wenig fruchtbare Gebiet am Fisher River umsiedeln.
Der wohl erste Isländer, der auf eigene Faust nach Kanada auswanderte, da es noch keinerlei organisatorischen Rahmen für Auswanderungswillige gab, war Sigtryggur Jonasson. Er kam am 12. September 1872 nach Québec und wurde eine der führenden Persönlichkeiten im Zusammenhang mit der isländischen Auswanderung nach Kanada. Einer der ersten Isländer war nach Auskunft der Icelandic Memorial Society of Nova Scotia ein Jóhann Eliasson Straumfjörd, der 1874 von Hrisðalur in Hnappadalssýsla nach Kinmount am Burnt River in Ontario gegangen war. Mit der St. Patrick war er 1874 mit 205 anderen Isländern in Sauðárkrókur, im Norden Islands, an Bord gegangen – weitere 146 stiegen in Akureyri zu – und nach Neuschottland gefahren. Im Herbst 1875 ging er als Einwanderungsagent zurück nach Island, zusammen mit Johannes Árngrimsson, der sich John Anderson nannte. Eliasson zog 1876 mit seiner Frau und zwei Kindern auf die Insel Mikley. Er war homöopathisch ausgebildeter Arzt, geboren 1840 oder 1842. Er starb 1914, seine im selben Ort geborene Frau Kristbjorg Jonsdottir zwei Jahre später.

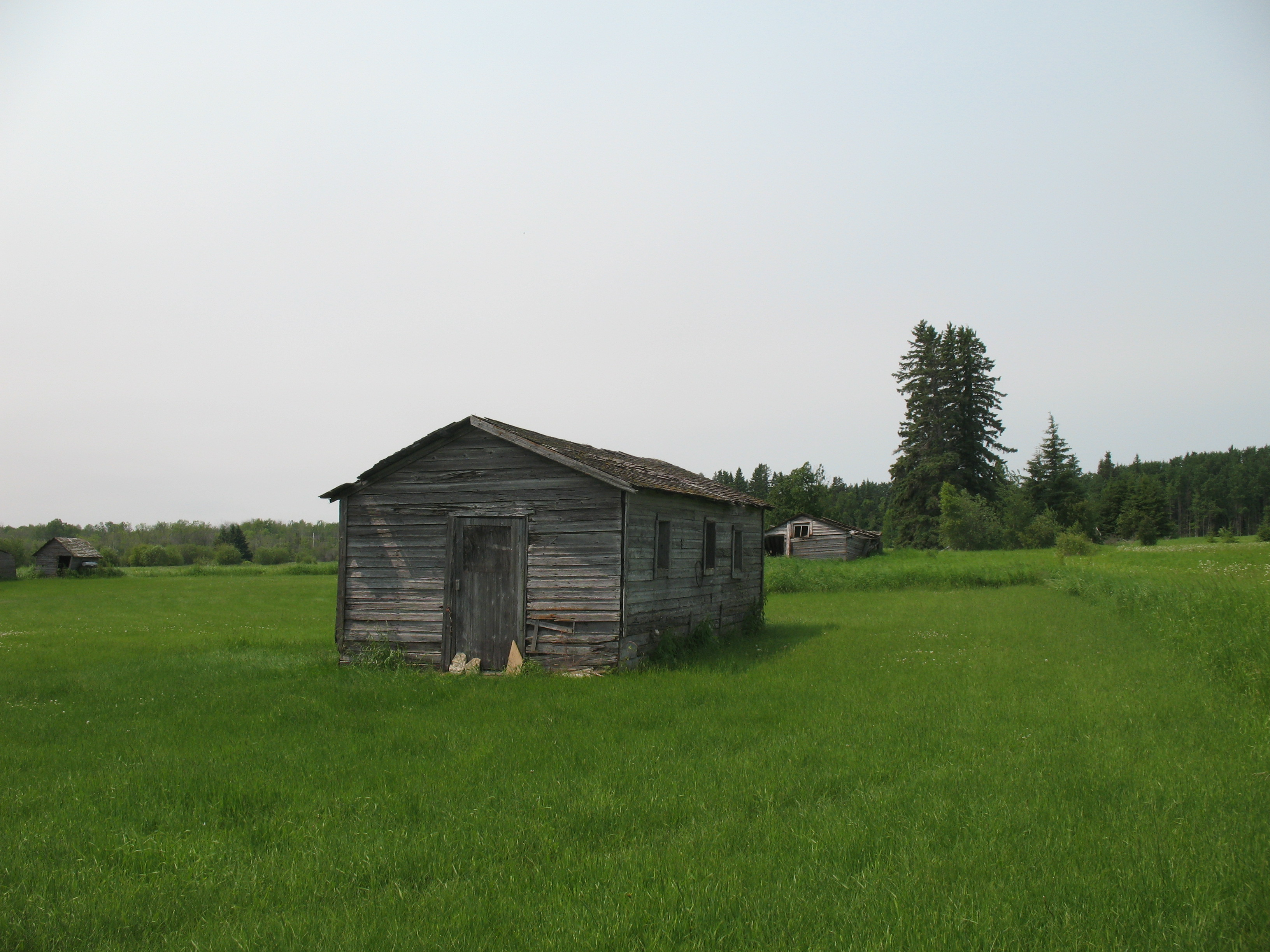
Eines der einfachen Häuser, das den frühen Häusern ähnelt

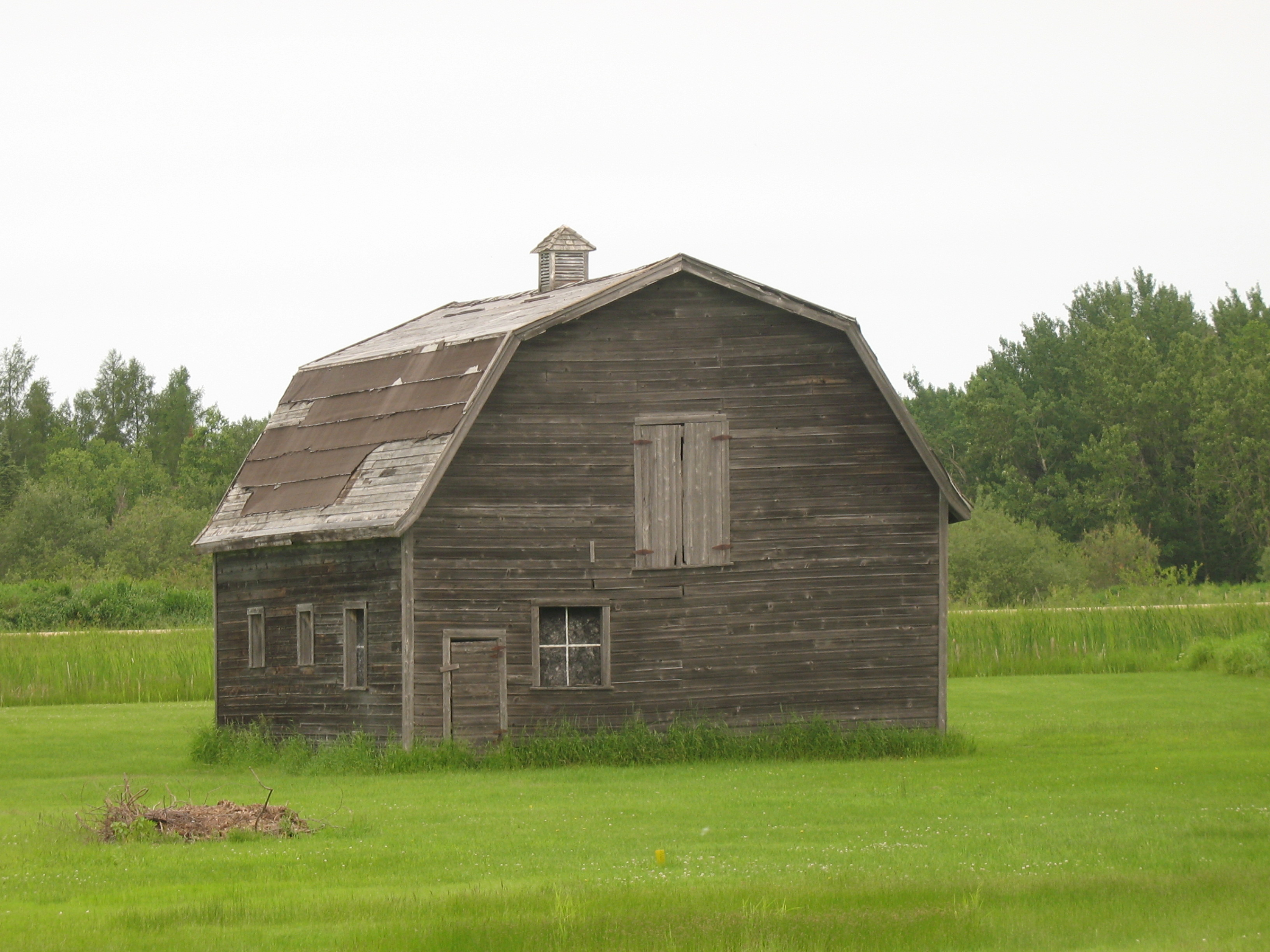
Eines der älteren Häuser von Hecla

Doch zunächst saßen einige Isländer in den Häusern der Eisenbahngesellschaft in Kinmount in Ontario fest. Andere waren auf der Suche nach Arbeit nach Neuschottland gegangen. Für die Isländer, die ausdrücklich auf der Suche nach einer gemeinsamen isländischen Siedlung gegangen waren, war die Erkenntnis, dass es für sie kein geschlossenes Gebiet geben würde, entmutigend. Doch erreichten sie Gerüchte, dass 1500 Mennoniten südlich von Winnipeg in Manitoba Land erhalten hatten. Die beiden isländischen Führer Sigtryggur Jonasson und John Taylor ergriffen die Initiative und verhandelten mit Ottawa. Am 30. Juni gesellte sich als dritter Führer für die lange Fahrt aller Isländer in Nordamerika nach Manitoba Einar Jonsson hinzu. Zwei Isländer verhandelten mit den Landsleuten in Milwaukee, wo sich ihnen Sigurdur Kristofersson als Vertreter der Wisconsin-Isländer anschloss.
Taylor, Jonasson und Jonsson gingen mit den anderen isländischen Vertretern am 2. Juli nach Winnipeg, das sie am 16. Juli 1875 erreichten. Als sie weiter nordwärts zogen wurden die sechs Männer Augenzeugen der Heuschreckenplage dieses Jahres, ein Phänomen, das bereits 1818 bis 1820 und 1865 bis 1868 die landwirtschaftlichen Erträge zerstört hatte. Die schwarze, kahle Landschaft schreckte die Isländer jedoch wenig, denn sie wollten Vieh halten und kein Getreide anbauen. Von den Siedlern erfuhren sie, dass der Winnipegsee viel Fisch versprach, dass es dort Heu, Bauholz und Beeren gab, aber keine Heuschrecken und nur wenige Indianer. So ließen sie sich von drei Scouts der Hudson’s Bay Company nordwärts führen. Im Oktober 1875 ließ Ottawa den Isländern das Gebiet reservieren, man verhandelte mit dem Premier Alexander Mackenzie um Unterstützung für die armen Siedler. Doch es waren nur Mittel für die Einwanderung vorgesehen, nicht für Wanderungen zwischen den Provinzen. Doch Generalgouverneur Lord Dufferin intervenierte zugunsten der Isländer, denn er war von ihrer „moralischen Eignung“ seit einem Besuch auf der Insel im Jahr 1856 zutiefst überzeugt.
Am 25. September 1875 verließen 270 Isländer Toronto, um in das zugesagte Gebiet zu gelangen. Sie fuhren mit der Eisenbahn nach Sarnia am südlichen Huronsee, dann auf dem vollkommen mit Menschen, Vieh und Gepäck überfüllten Dampfboot Ontario über den See, überquerten den Oberen See und erreichten nach fünf drangvollen Tagen Duluth, wo 13 weitere Isländer zu ihnen stießen. Dann ging es mit der Northern Pacific zum Red River. Anschließend fuhren sie mit der International von Dakota nach Winnipeg, das sie jedoch erst am 11. Oktober erreichten. Die erste Siedlung, die sie gründen wollten, sollte Gimli heißen, also Paradies. Die Isländer mussten die Stadt Winnipeg, in der Lebensmittel dank der Heuschrecken immer teurer wurden, möglichst schnell verlassen. Doch die Schwierigkeiten waren gewaltig. So sollte die Fahrt über den See 1200 Dollar kosten, eine Summe, die die Gemeinde nicht aufbringen konnte. Stattdessen mietete sie 5 m breite, 9 m lange Boote, die sonst für den Holztransport eingesetzt wurden. Jedes von ihnen konnte 30 bis 40 Menschen mit ihrem Eigentum aufnehmen. So genügten sechs dieser Scows, mit denen sie am 17. Oktober aufbrachen – zwischen 50 und 80 Isländer blieben in Winnipeg.

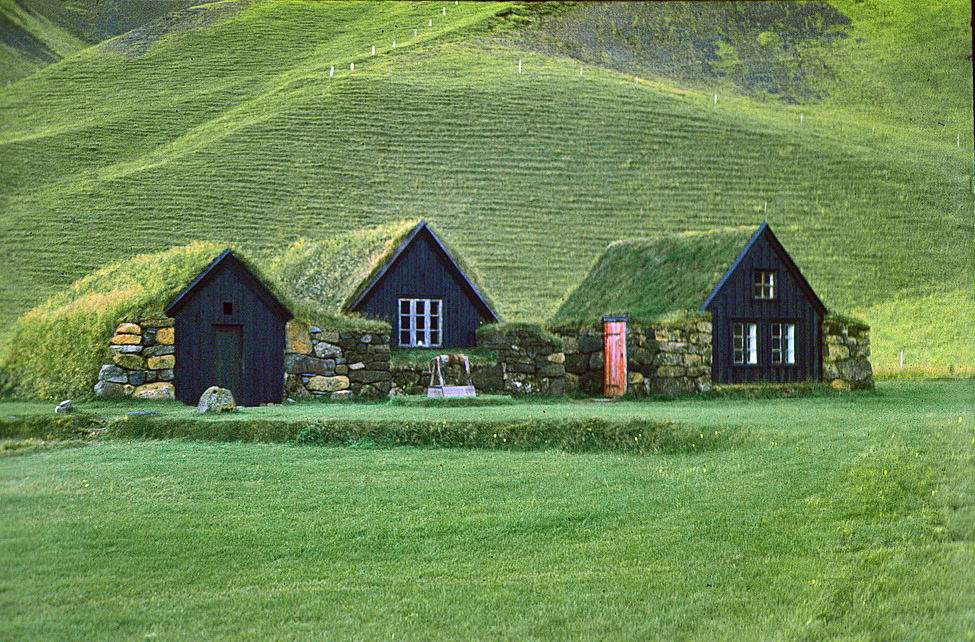
Traditionelle Grassodendächer, wie sie die Siedler aus ihrer Heimat kannten

Doch die Lebensmittel, die sie erworben hatten, waren teilweise verdorben, Stromschnellen bereiteten große Probleme, die Schiffsschraube der Colville, die die 90 m lange Schiffsreihe hinter sich herzog, zerstörte eines der Boote. Immerhin fanden sich beim heutigen Ort Gimli am Winnipegsee genügend Pappeln, um Häuser zu bauen, die traditionell 3,5 mal 3,5 m, manche auch mal 5 m maßen. Sie wurden auf dem gefrorenen Boden errichtet und mit Gras gedeckt; hätte der umgebende Wald sie nicht vor dem Wind geschützt, wären die meisten wohl erfroren. Bis dahin mussten viele Isländer in ihren Booten übernachten, während der See zufror. Dabei wurde das Eis erst Ende November sicher begehbar. Andere erhielten Zelte von der Hudson’s Bay Company, doch waren sie in schlechtem Zustand, so dass Viele krank wurden. Im Dezember fiel die Temperatur auf dem See auf unter −40 °C, so dass das Fischen unmöglich wurde, zumal die Neusiedler die zu diesem See und seinen Fischarten passenden Techniken nicht beherrschten. Aber auch das Vieh aus Winnipeg, das herbeigebracht werden sollte, erreichte die Siedlung nur schwer, zumal ein ganzer Wintervorrat an Heu mitgebracht werden musste. Als man auf die Idee kam, Elche zu jagen, schlug auch dies fehl, da andere Jäger die Tiere bereits abgeschossen hatten.

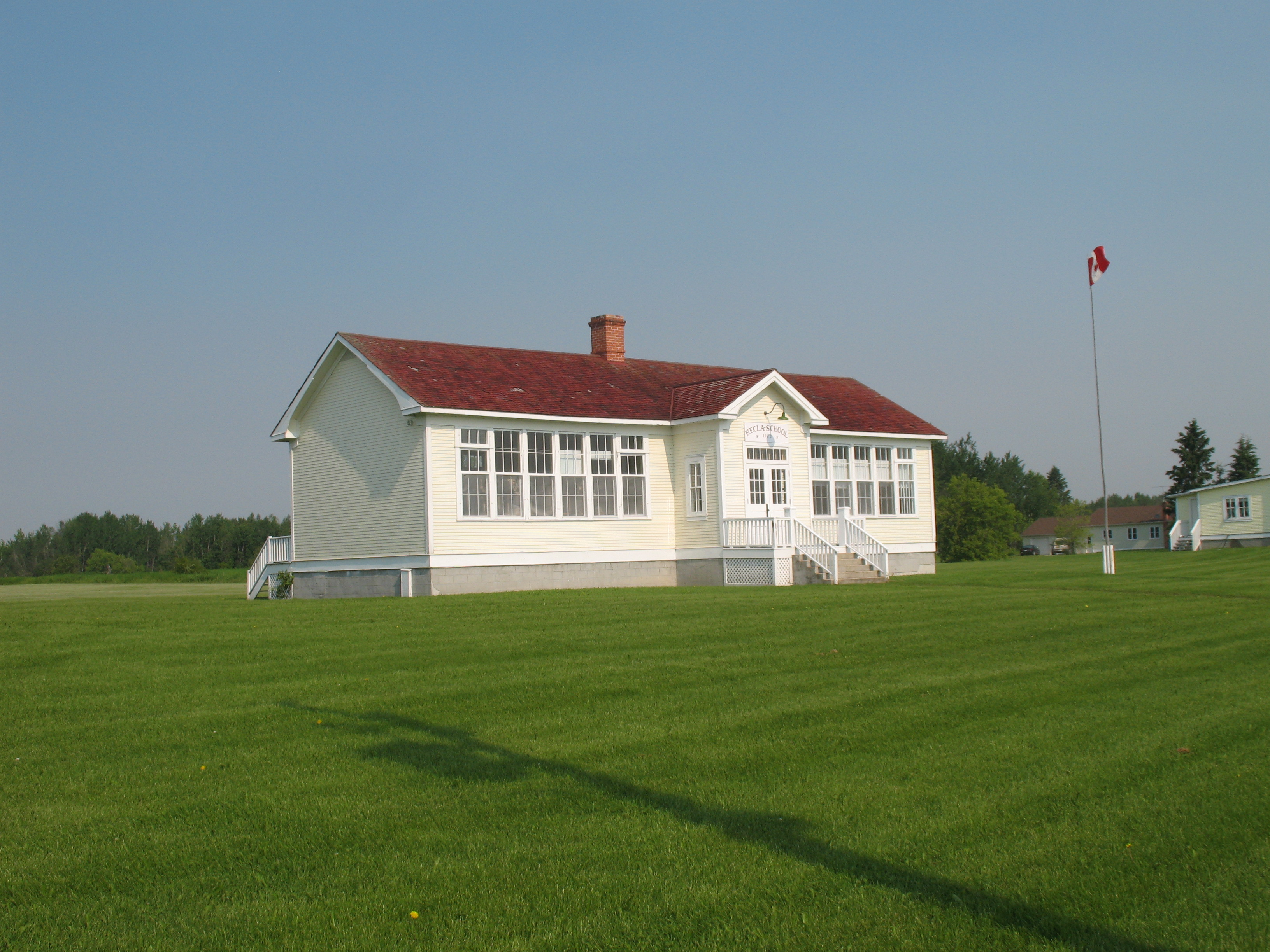
Die Schule auf Hecla. Das Gebäude wurde 1922 errichtet und ersetzte die 1890 entstandene Grundschule (grade 1-5). Seither wurden in einem Raum grades 1-6, im anderen 7-11 unterrichtet. Unterrichtssprache war Englisch, obwohl zu Hause Isländisch gesprochen wurde.

Immerhin entstand eine Schule, in der die Nichte von John Taylor, Carrie, den Kindern Englisch beibrachte – von den Erwachsenen sprach fast niemand diese Sprache –, während sie selbst Isländisch lernte. Anfang 1876 brachte Jon Gudmundsson eine erste Zeitung heraus, den Pjóðólfur, der seinen Namen nach einer der führenden Zeitungen in Reykjavík erhielt, und die er per Hand schrieb. Die drei Ausgaben sind jedoch nicht erhalten geblieben. Ab dem 20. April konnte die Fischerei wieder aufgenommen werden, so dass sich die hungernde Kolonie erholte, in der bereits 36 Menschen an Hunger und Skorbut gestorben waren. Anfang April waren nur noch 100 Isländer in Gimli, viele suchten Arbeit in Winnipeg. Dort gründete bereits 1876 Fridjon Fridriksson eine Art Vermittlungsagentur für Hauspersonal, insbesondere Frauen.

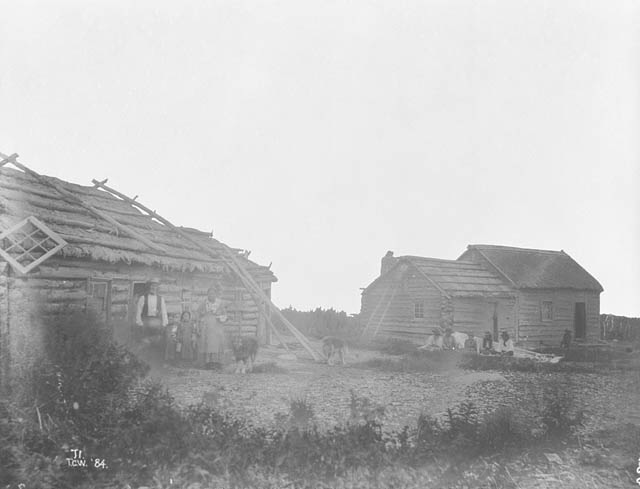
Handelsposten der Hudson’s Bay Company am Winnipegsee, 1884

Doch nun kamen weitere Siedler nach Gimli. Sigtryggur Jonasson, der als erster isländischer Siedlungsagent Kanadas tätig wurde, hatte in Island um Siedler geworben, wobei ihm schwere Vulkanausbrüche, die die Bevölkerung in ihrer wirtschaftlichen Existenz bedrohten, zu Hilfe gekommen waren. Er brachte 1876 rund 800 Isländer nach Amerika. Sieben Wochen später erreichten sie am 20. August Gimli. Im selben Sommer kamen weitere 400 Isländer dorthin, schließlich kamen als vierte Gruppe weitere 19 Siedler hinzu. Auch wenn die Zahlenangaben divergieren, so dürften rund 1200 Isländer die Region innerhalb eines Jahres erreicht haben.
Erst jetzt kam es durch eine Gruppe von zehn Isländern zu einem ersten Kontakt mit Indianern. Die Zehn lebten auf ihrem Streifzug nach Norden in einer Hütte der Hudson’s Bay Company, die sie „Pox“ nannten, weil wohl von hier aus die Pocken ausbrachen, denen zahlreiche Indianer, aber auch einige Isländer zum Opfer fielen. In der Nähe lebte nur ein einziger Weißer namens Ramsay mit seiner Frau und fünf Kindern in einem Tipi. Er kam hinzu, als die Indianer und die Isländer sich mit Waffen in der Hand gegenüberstanden, ohne dass eine Verständigung möglich war. Nachdem Sigtryggur mit seinen Siedlern und einem Regierungsvertreter eingetroffen war, respektierten die Indianer und Ramsay die Grenzziehung zugunsten der Isländer und ließen sie in Ruhe. Ramsay durfte allerdings seinen Tipiplatz und seinen Garten, in dem er auch Kartoffeln anpflanzte, behalten. Mit seinen sprachlichen und kulturellen Fertigkeiten, aber auch mit seinen ökologischen und Ortskenntnissen unterstützte er fortan die Siedler. 
Die Siedlung erstreckte sich nun vom Boundary Creek im Süden bis nach Sandvik im Norden. Das Gebiet bis zum Icelandic River, wie er nun hieß, wurde aufgeteilt und besiedelt. Im Herbst erreichten erste Siedler Hecla Island, ohne dass das Gebiet offiziell aufgeteilt worden war. Sie gerieten in Streit mit den dortigen Sägemühlenbesitzern, die sie arbeiten ließen, ohne sie jemals zu bezahlen, und die 200 Baumstämme konfiszierten, die für eine Kirche vorgesehen waren. Sigtryggur Jonasson wurde von November 1876 bis Februar 1877 der Agent der Regierung in der Kolonie. Danach übernahm ein Kolonierat (Colony Council) die Führung.
Im September mehrten sich Anzeichen, dass die Pocken grassierten, doch erst im November brachen sie in vollem Umfang aus. Am 27. November ordneten zwei von der Regierung entsandte Ärzte die Quarantäne an. Erst am 7. April konnte festgestellt werden, dass es keine Erkrankungen mehr gab. Bis Juni 1877 gelang es, die Epidemie endgültig einzudämmen. Jeder dritte Siedler wurde von der Krankheit befallen, 102 starben, meist Kinder und Jugendliche. Während der ganzen Zeit sorgten Wachen dafür, dass niemand in die Kolonie kam, und niemand sie ohne Erlaubnis verließ. Ein Verkauf der Fische oder sonstiger Güter und eine Bevorratung waren unter diesen Umständen kaum möglich. Als die Behörden immer noch ihre Quarantäne aufrechterhielten, versammelten sich am 20. Juli die Isländer, um die Sperre zu durchbrechen, doch just zu diesem Zeitpunkt wurde sie nach zehn Monaten aufgehoben.

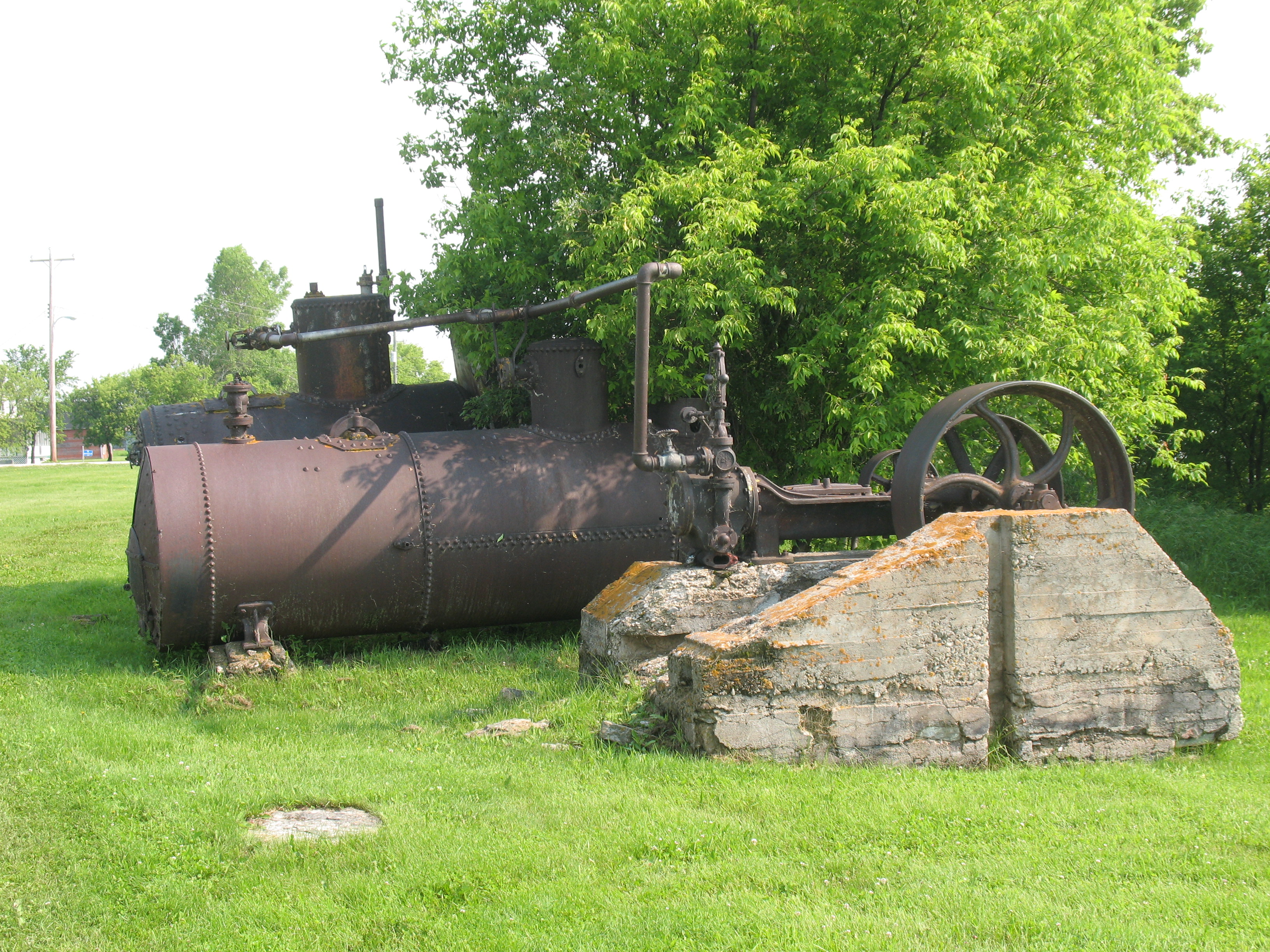
Dampfmaschine für die Sägemühle der Sigurgeirssons

Inzwischen lebten 1500 Isländer in der Region, etwa 150 bis 160 waren gestorben. Die Siedler teilten Neu Island nun in vier Bezirke auf, die isländische Namen erhielten: Vidimes und Arnes Distrikt, Fljots und  Mikley-Distrikt. Sie bestanden aus 18 bis 23 Townships. Mit Framfari erschien die erste gedruckte Zeitung Neu Islands, die letzte Auflage stammte vom 30. Januar 1880.

#### Besiedlung Heclas
Einige Siedler wichen nach Norden, auf Hecla aus. Zunächst sollten die Isländer am Westufer der Insel leben, doch waren die Überschwemmungen dort so heftig, dass sie es vorzogen ans Ostufer zu ziehen, wo höher gelegene Siedlungsplätze zur Verfügung standen. 1876 entstand eine erste Sägemühle auf Hecla, was weitere Siedler anzog. Mit dem dort verdienen Geld hofften sie, ihre Fischereiausrüstung bezahlen zu können. Obwohl die Sägemühle häufig den Besitzer wechselte und vielfach still lag, so war doch bereits nach fünf Jahren aller Wald rund um Hecla abgeholzt. Daher zog die Mühle 1881 nach Gull Harbour im Norden der Insel um, dort ging der Besitzer bankrott. In dem kleinen Ort befand sich ein Leuchtturm, gegenüber der Lighthouse Inn, später ein kleines Motel. Erst 1913 entstand eine neue Sägemühle auf Hecla.
1878 sah es so aus, als ob alle Isländer abwandern würden. Die beiden sich bekämpfenden Reverends Thorlakson und Bjarnson reisten durch das isländische Gebiet und betreuten die Gemeinden. Thorlakson gab Hecla auf und führte etwa die Hälfte der Familien 1880 nach North Dakota, dorthin wo heute der Icelandic State Park bei Cavalier besteht. Von den ursprünglich 26 Heimstätten auf Hecla blieben nur acht bestehen, doch kamen weitere Siedlerfamilien von Island. 132 Familien bevorzugten Bjarnson, weil er, nach isländischer Tradition auch ohne Anstellung (trotz theologischer Ausbildung) seine Gemeinde betreuen wollte. Dies hatte Thorlakson, auf dessen Seite 142 Familien standen, scharf kritisiert, der den eher fundamentalistischen und ausschließlichen norwegischen Lehren anhing, die die Reykjavíker ablehnten.

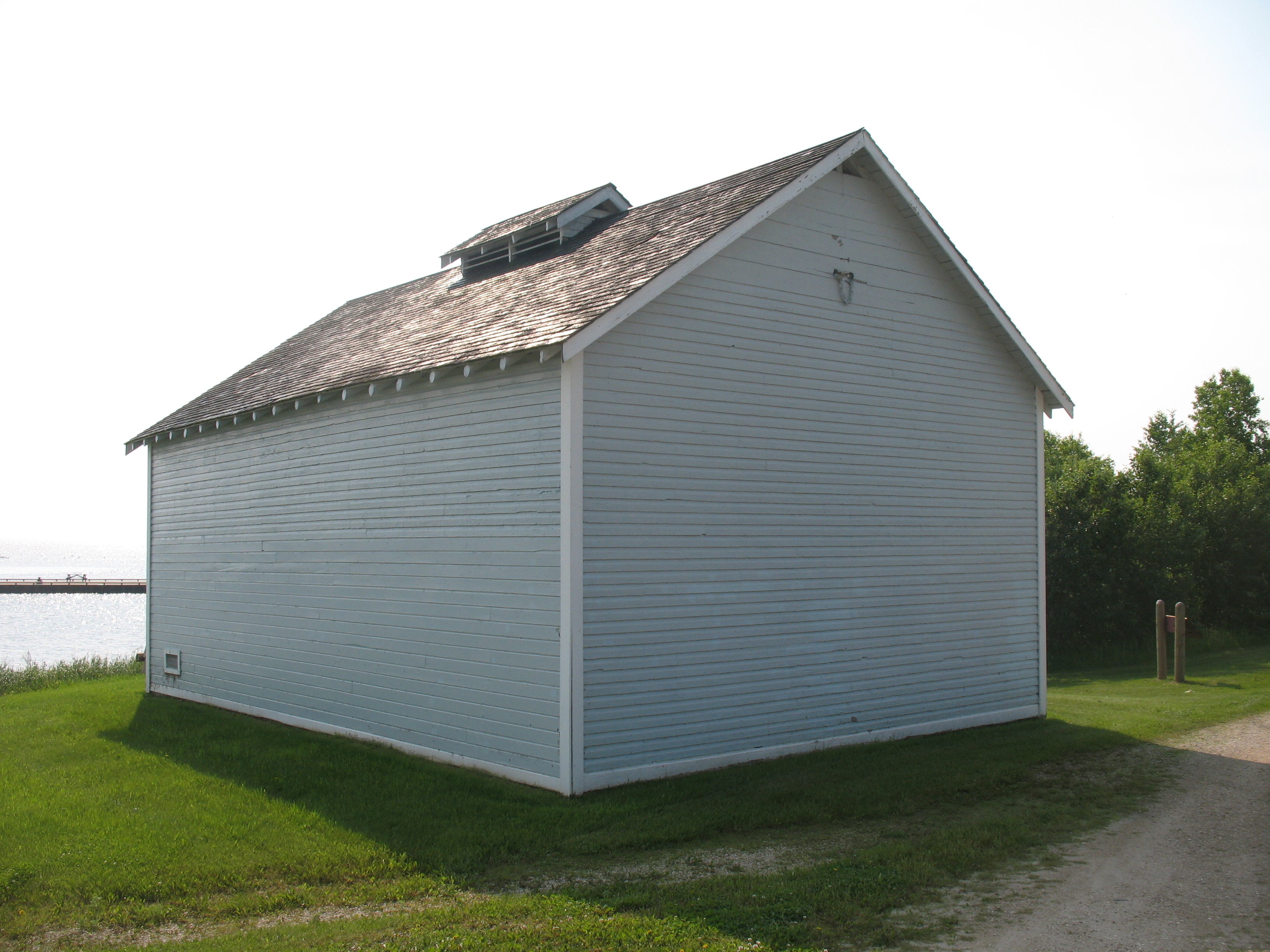
Eishaus, in dem Fische im Sommer konserviert wurden

Jedes Haus in Hecla wurde nach seinem Eigentümer benannt, was zur Folge hatte, dass bei einem Eigentumswechsel der neue Besitzer mit dem alten Namen belegt wurde. Bereits im September 1877 erschien in Riverton, das zu dieser Zeit noch Lundi hieß, eine erste Tageszeitung für die Isländer des Gebiets.
Die Region ließ Ackerbau kaum zu, Versuche mit Weizen und Roggen scheiterten. Daher lebte die Bevölkerung weitgehend vom Fischfang, der heute in der Hecla Fish Station museal aufbereitet ist. Dabei waren die Männer oft monatelang in Fischcamps im Norden unterwegs, wo vor allem Weißfische gefangen wurden.

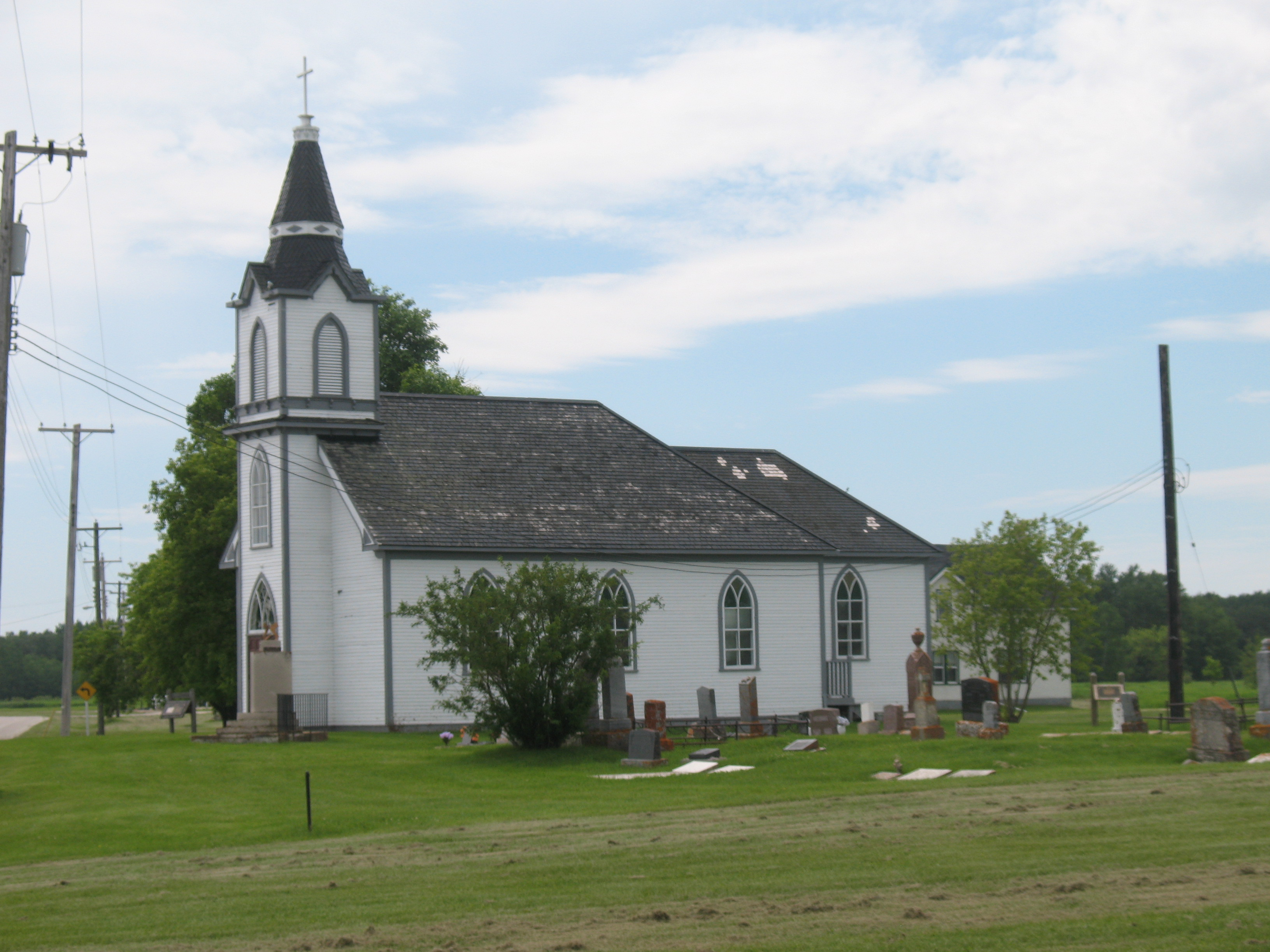
Die Kirche von Hecla Village mit Friedhof

1878 sollte eine Holzkirche entstehen, doch verzögerte sich der Bau bis 1890, da man sich mit dem Sägemühlenbetreiber nicht einigen konnte. Die bereits gesägten Bretter wurden kurzerhand entwendet. Mit der großen Abwanderung von 1880 wurden die Schulen in Gimli und Icelandic River geschlossen, so dass die Kinder bis 1885 zu Hause unterrichtet wurden. Auf Hecla unterrichtete ein Lehrer für ein Gehalt von 9 Dollar pro Monat die zwanzig Kinder der Inselbewohner. 1890 entstand eine erste Kirche auf der Insel. Pfarrer Magnus J. Skaptason wanderte zu Fuß von Bezirk zu Bezirk und betreute die vier Kirchen der Isländer. Doch trat er 1891 von seinem Amt zurück, als es erneut zu einem Streit innerhalb der Kirche kam.
1927 wurde die Kirche von 1890 abgerissen und durch die heute bestehende ersetzt, um die stark angewachsene Gemeinde aufnehmen zu können. 1897 hob die Regierung die Bestimmung auf, dass nur Isländer in den vier Distrikten, darunter Hecla, leben durften.

#### Dorfentwicklung, Fischerei, Fährverbindungen

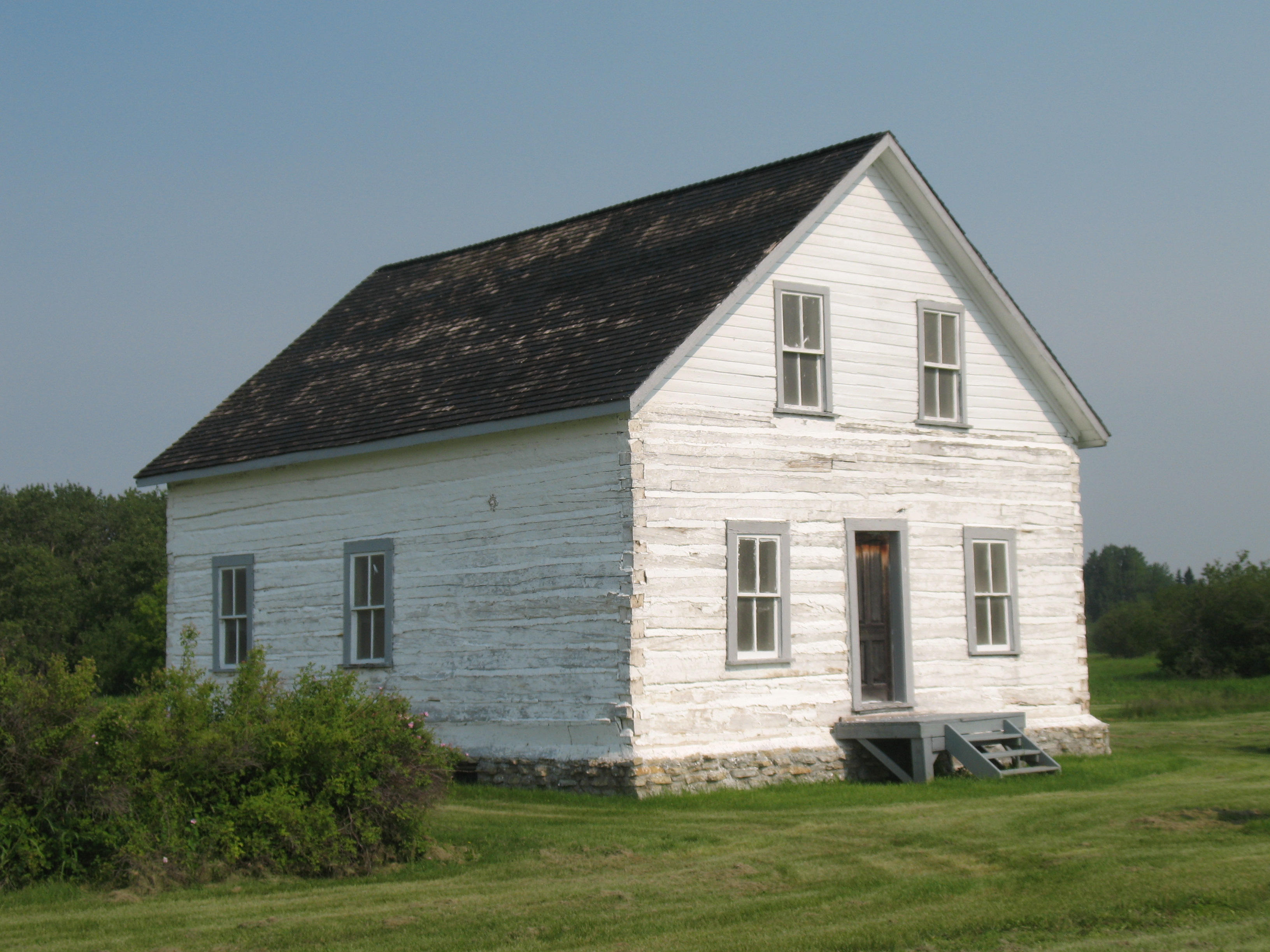
Blockhaus der Sigurgeirssons

Eine der vermögenderen Familien wurden die Sigurgeirssons, deren Blockhaus erhalten ist. Vilhjalmur Sigurgeirsson baute Boote, Kisten und Särge und führte in seinem Haus einen Laden (general store). Dort erhielt man – häufig im Tausch gegen Fisch – Waren, die man nicht selbst herstellen konnte, wie Zucker, Mehl oder Kaffee. Ab 1913 unterhielt er eine Sägemühle, die von einer eigens hergebrachten Dampfmaschine angetrieben wurde. Neben Baumaterial für die Ausfuhr nach Süden produzierte man hier auch die für die Verpackung des Fischs notwendigen Kisten.

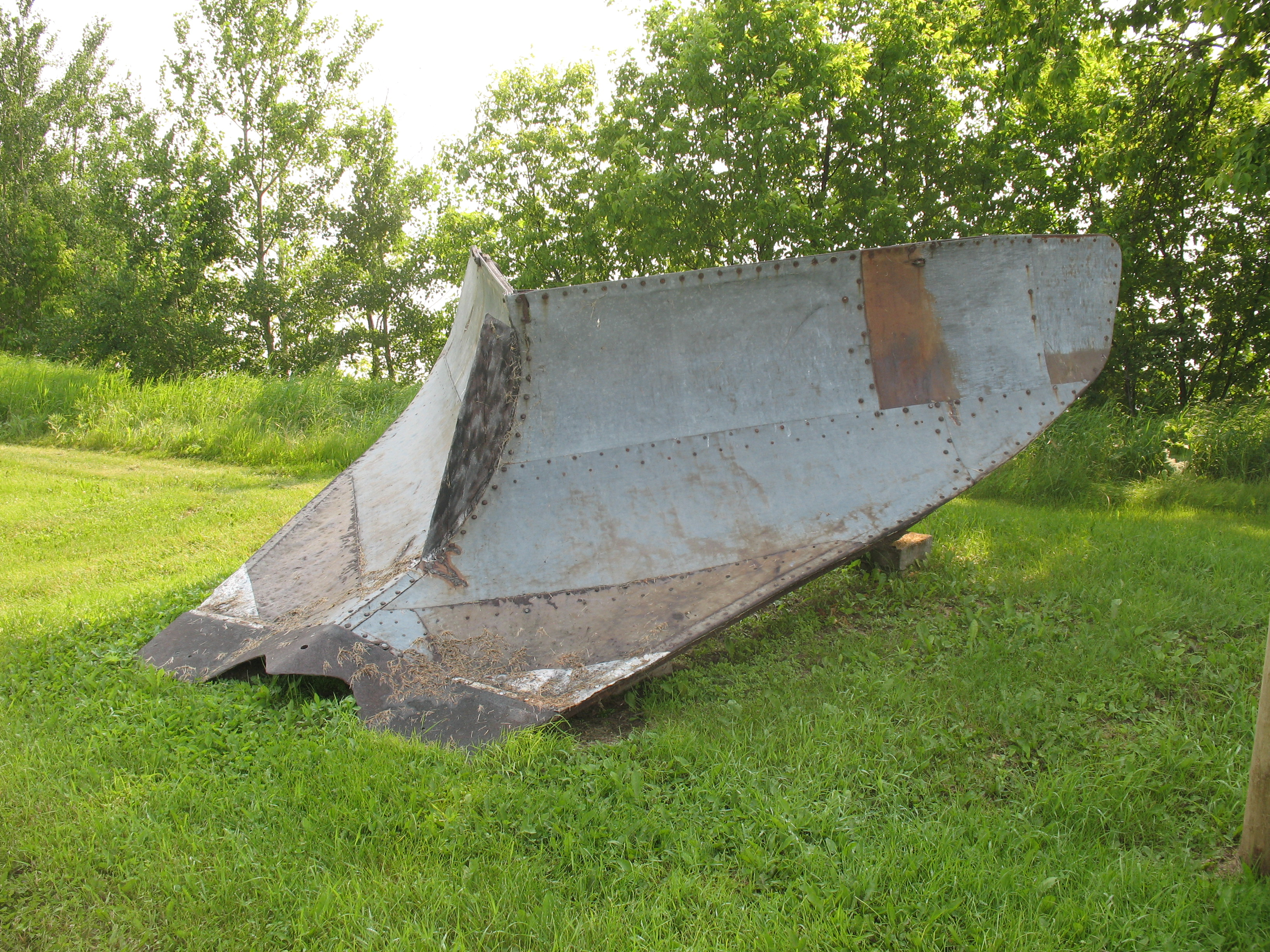
Eispflug, mit dem die Wege auf dem Eis des Winnipegsees von Schnee befreit und geglättet wurden

Die übrigen Fischer des inzwischen rund 500 Einwohner zählenden Ortes fuhren mit kleinen Booten, sogenannten Skiffs, auf den See, um Fisch zu fangen; andere fuhren mit größeren Segelbooten in weiter entfernte Gebiete des riesigen Sees. Diese Collingwood boats wurden in den 1930er Jahren von motorisierten, hölzernen Whitefish boats ersetzt. Um während des Sommers den Fisch konservieren zu können, wurden Eishäuser (ice houses) errichtet. Große Eisblöcke wurden im Winter aus dem Eis des Sees geschnitten und mit Pferden zu den Eishäusern gebracht. Mit Heu und Sägemehl wurden die Häuser isoliert, so dass der Fisch während des ganzen Sommers kalt blieb. Der eingelagerte Fisch wurde zweimal pro Woche in Boote verladen und Richtung Süden, vor allem nach Winnipeg gebracht. Im Winter besorgten dies von 1935 bis 1962 freight gangs, Gruppen von Männern, die die Fischkisten, aber auch Baumstämme und Bauholz über den zugefrorenen See nach Riverton zogen, den nächstgelegenen Ort auf dem Festland. Die ice trails wurden von traktorgezogenen Pflügen schneefrei gehalten und zunehmend von Autos und LKWs benutzt.
1928 fand man auf Black Island, der kleinen Nachbarinsel von Hecla, Quarz und Hämatit, die bis in die 1960er Jahre in mehreren Versuchen ausgebeutet wurden.
Überfischung führte jedoch zum Einbruch der Fischpopulationen, insbesondere von Weißfischen, Goldaugen aus der Familie der Mondaugen und Glasaugenbarschen. 1969 stand die Fischerei vor dem Aus, auf der Insel lebten nur noch 24 Familien. 1970 bis 1972 war der See für die Fischerei gesperrt, die Begründung war eine zu hohe Quecksilberkonzentration. Die Sägemühle wurde geschlossen, da keine nennenswerten Baumbestände mehr vorhanden waren.
In der zweiten Hälfte des 20. Jahrhunderts wanderte die Inselbevölkerung weitgehend ab, die einzige Schule auf der Insel wurde im Juni 1970 geschlossen. Das Hecla Heritage Home Museum bietet heute einen Eindruck vom Leben der Siedler in den 20er bis 40er Jahren, das Hecla School Interpretive Centre von der Schule mit ihren zwei Räumen.
1953 nahm eine Fähre, die Hecla Island Ferry unter Kapitän Grimsi Grimolfson ihren Dienst auf. Sein Schiffsmaat war Halli Eastman, später Gunnar Tomasson. Ab 1958 wurden zwei Schiffe eingesetzt.

### Provinzpark und Abwanderung

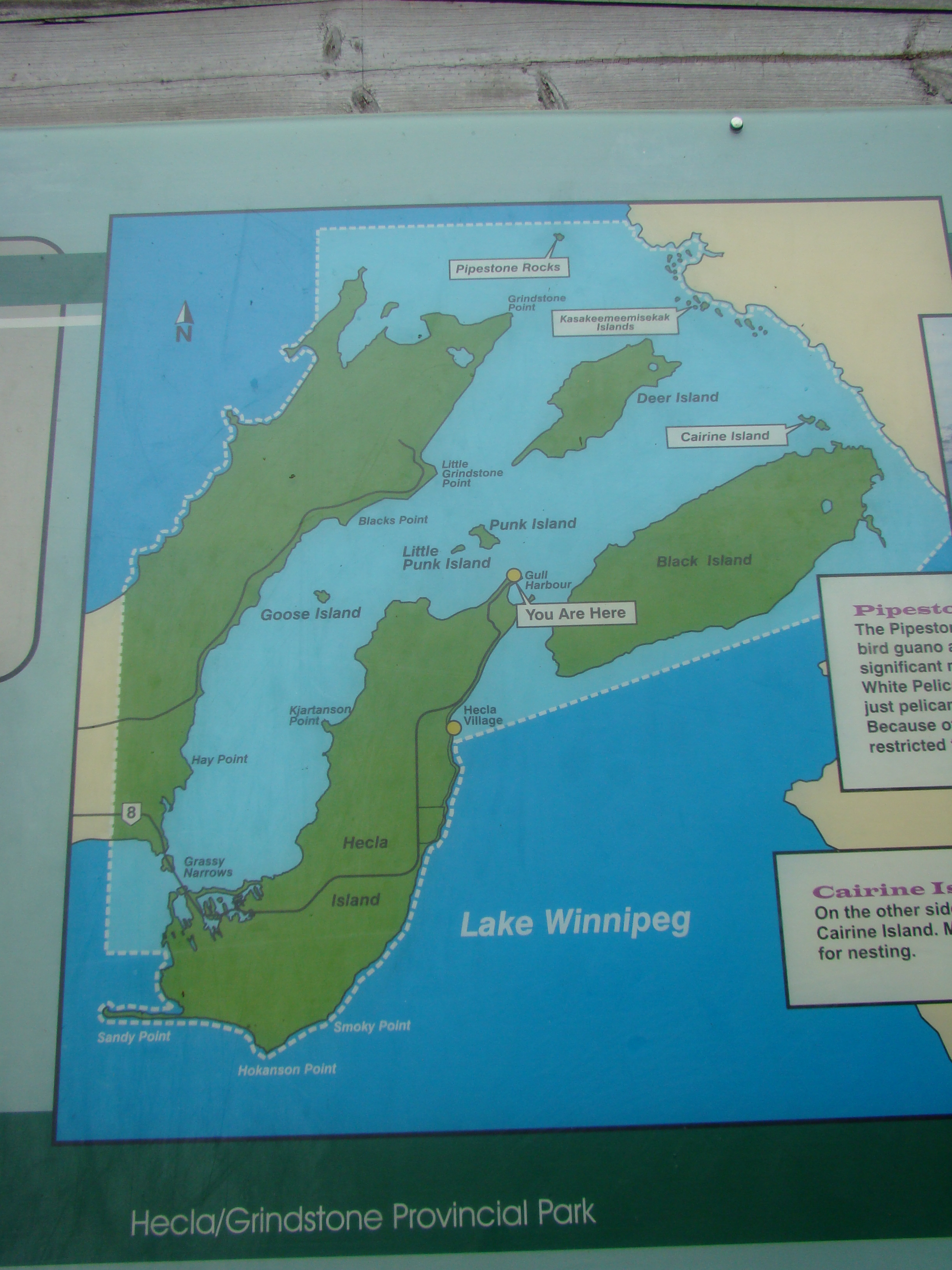
Tafel mit den Grenzen des Parks

Ende der 1960er Jahre drängte die Bevölkerung auf die Einrichtung eines Parks, in der Hoffnung den Niedergang aufzuhalten. 1969 wurde Hecla zum Provinzpark erhoben und unter Schutz gestellt. Bezeichnenderweise unterstand der Provinzpark zunächst gemeinsam Bund und Provinz und wurde durch einen Fund for Rural Economic Development geführt, dessen Hauptaufgabe die wirtschaftliche Entwicklung der ländlichen Regionen war. 1988 entstand ein erster Entwicklungsplan, der die Gebiete, die vorrangig für industrielle oder touristische Ziele dienen sollten, und die Schutzgebiete deutlicher trennte. Demnach sollten die Schutzgebiete Flora, Fauna und Geologie der Region repräsentieren und dazu erhalten werden. Außerdem sollten sie Relikte sowohl der Isländer als auch der First Nations sichern und der Öffentlichkeit erklärlich machen. Dabei sollten Erholungsbedürfnisse und die Wiederherstellung der Elchpopulation koordiniert werden. Erst 1997 wurde Grindstone dem Park zugeschlagen, der nunmehr ein Provincial Park war.
Der Niedergang ließ sich jedoch zunächst nicht aufhalten. 1971 wurde der 1953 eingeführte Fährdienst wieder eingestellt, weil eine 3,2 km lange Straße die Insel mit dem Festland verband. Die Regierung hatte den Brückenbau wegen des extremen Klimas abgelehnt, doch ein Teil der Inselbewohner, allen voran Dr. S. O. Thompson, der im Parlament von Manitoba saß, setzten sich dafür mit Erfolg ein.
Zwar kamen Elektrizität und Autos, Kühlschränke und Waschmaschinen auf die Insel, doch diese mussten bezahlt werden, was mit der traditionellen Arbeit, vor allem Fischfang, nicht mehr möglich war. So brachen viele Inselbewohner in die Städte auf, um Arbeit zu finden. Die meisten kehrten nicht zurück. 1953 lebten über 500 Menschen auf Hecla, 1971 waren es nur noch 250.

### Museen und Unterkünfte auf Hecla

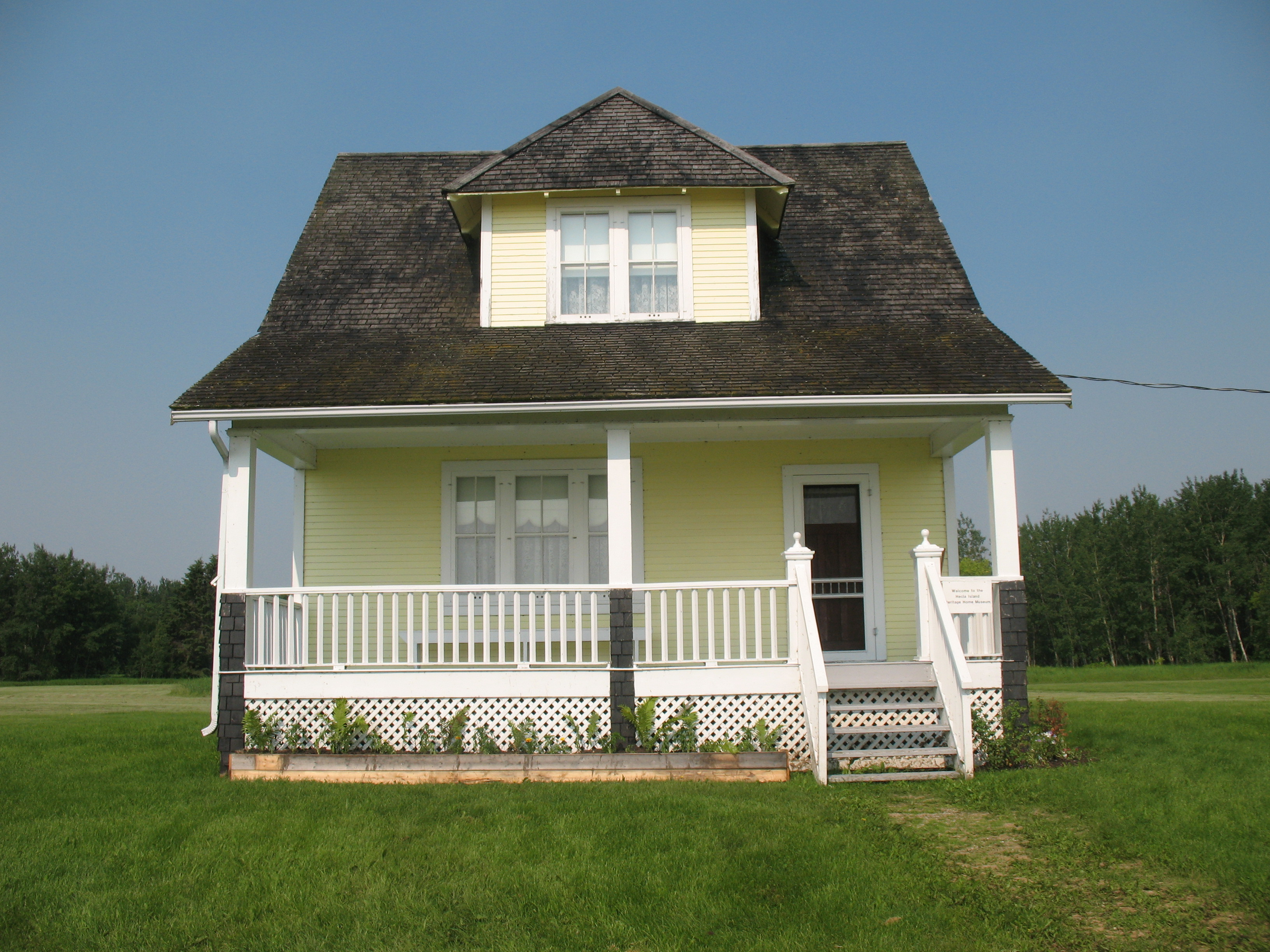
Das Hecla Island Heritage Museum

Das Dorf Hecla Village besteht heute aus einem Fischereimuseum sowie entsprechenden Anlagen an der Hecla Fish Station neben dem Dock. Hinzu kommt das Tommasson Boarding House, die Community Hall; die Hecla School mit einem Replikat eines Klassenraums in dem einen der beiden Räume, einem Interpretive centre für den Park im anderen. Das Heritage House Museum – es entstand im Haus von Sigurgeir Sigurgeirson von 1928 – ist mit Möbeln aus den 20er bis 40er Jahren bestückt. Es wird von den Descendants and Friends of Hecla unterhalten, ebenso wie der General Store, ein weiteres Blockhaus, in dem sich der einzige Laden befand. Er war 1932 von Gustaf Williams eröffnet worden, doch wurde er 1959 abgerissen. Stattdessen wurde das Restaurant der Tomassons an die heutige Stelle gebracht und als Ladengeschäft weitergeführt, bis heute. Das Ice House Museum, das ein Handwerksmuseum für Fischerei und Tischlerei sowie Forstwirtschaft darstellt. In der Kirche finden im Juli und August noch Konzerte statt.
Schließlich existiert noch ein Bed & Breakfast in einem restaurierten Haus sowie eine Reihe privater Häuser. In Gull Harbour entstand das Hotel Gull Harbour mit einem Konferenzzentrum, das nach der Renovierung als Radisson Hecla Oasis Resort 2008 wieder eröffnet wurde. In der Nähe der sandigen Strände bestehen private Sommerhäuser, eine Marina (heute Lighthouse Inn) und ein 18-Loch-Golfplatz. Neben der Marina besteht ein Campingplatz.

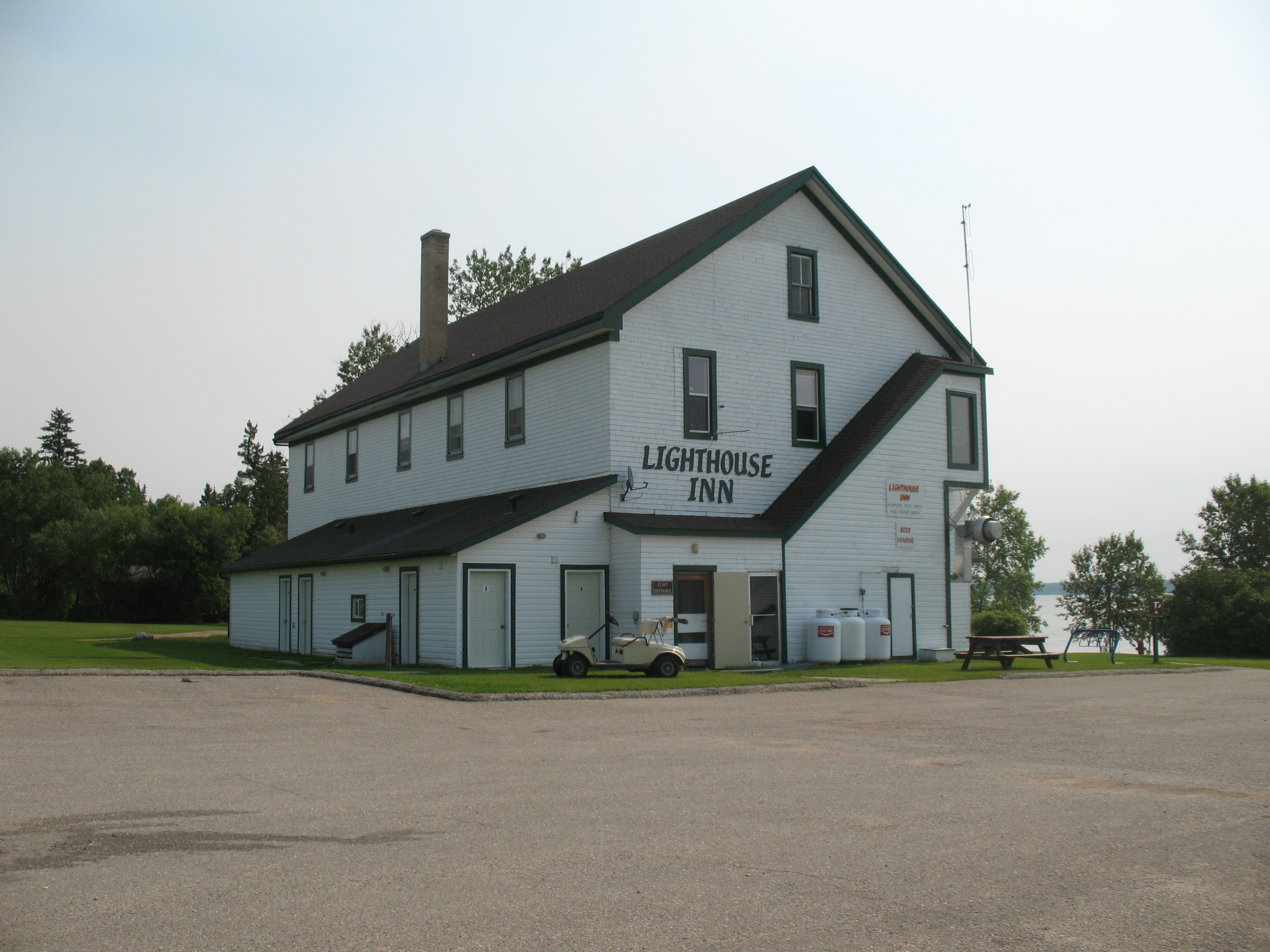
Der Lighthouse Inn gegenüber dem Leuchtturm in Gull Harbour

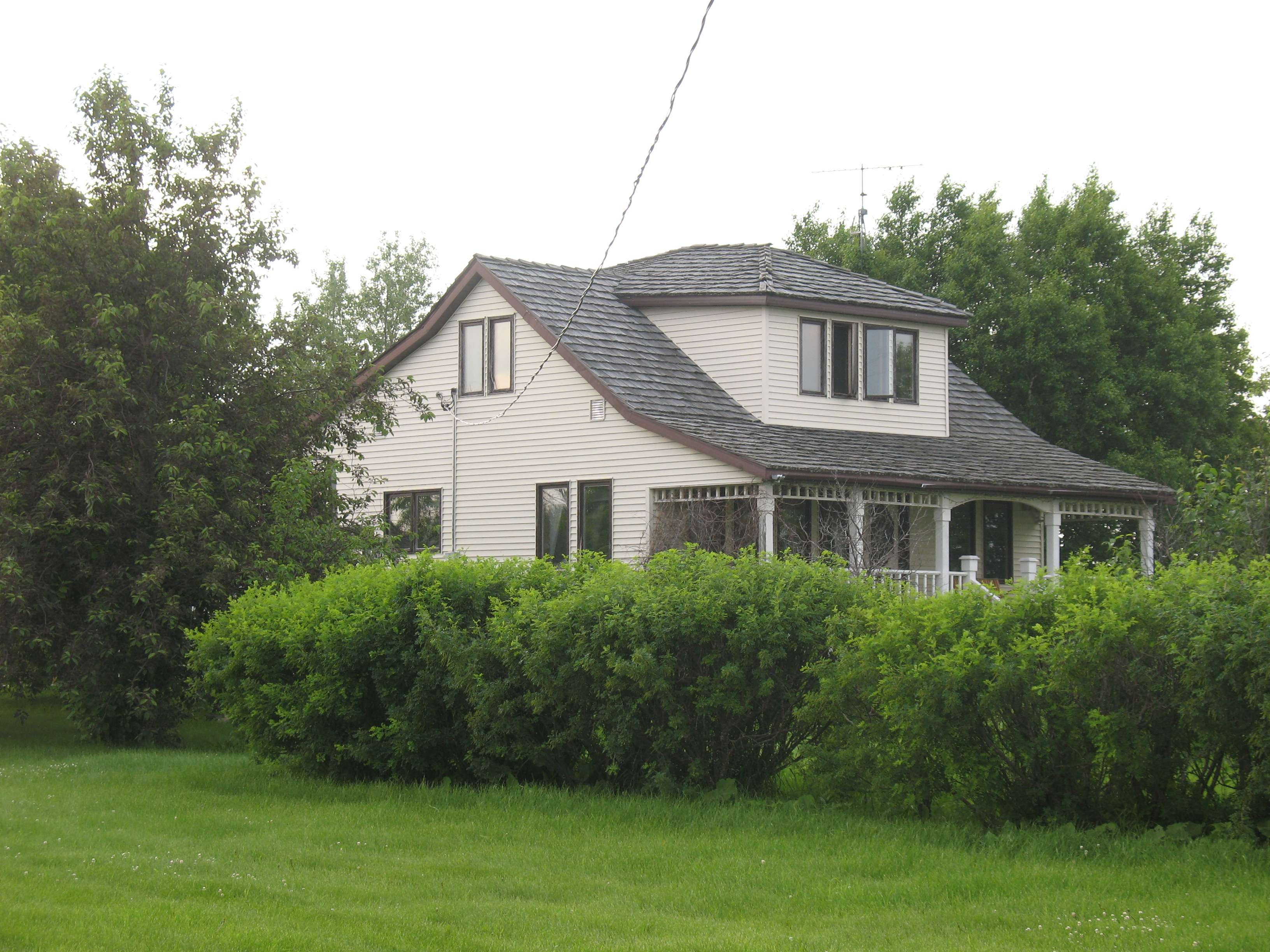
Eine der wenigen Unterkunftsmöglichkeiten in Hecla Village, ein Bed and Breakfast

### Zeremonienstätten, Jagdverbote, Schutz der Elchherde
Die lokalen Indianer suchten ihre wichtigste Insel, Black Island, bis in die 1920er Jahre regelmäßig auf und versuchten, ihren Friedhof und ihre Zeremonienstätten gegen Straßenbauten und Tourismus zu schützen. Dabei lag ihr Camp am Drumming Point. Mit dem Potlatch-Verbot von 1885 wurde es jedoch immer schwieriger, dort öffentliche Zeremonien abzuhalten. Sie mussten Drumming Point verlassen und nach Wanipigow gehen, doch sammelten sie dort weiterhin Beeren, nutzten die Insel nur noch selten zu Heilungs- und Ritualzwecken. Hierin kam es jedoch in den 1970er Jahren zu einer Wiederbelebung, wie in ganz Kanada.
1969 bis 1978 war die Großwildjagd verboten, was vor allem die bis 1978 auf 221 Elche (bei 177 gesichteten Tieren) geschätzten Bestände auf Hecla betraf. Da jedoch die Herde seit Mitte der 80er Jahre kontinuierlich schrumpfte, wurde die Jagd 1989 endgültig untersagt. Dennoch schrumpfte die Herde weiter und im Jahr 2000 wurden nur noch 25 Tiere gezählt. Als weiterer reduzierender Faktor wurden die Schwarzbären erkannt. Der Anstieg der Bärenpopulation hing möglicherweise mit dem Bau der Brücke auf die Insel zusammen, denn diese wurde von den Raubtieren genutzt, die zuvor auf der Insel selten waren. Hinzu kam die Anziehungskraft der Müllkippe, die die Zahl der Schwarzbären auf 20 bis 30 ansteigen ließ. Da die Regierung der touristischen Nutzung Priorität gab, sollte die Herde vor einer zu großen Zahl von Räubern geschützt und zugleich Wildbeobachtungsstellen eingerichtet werden.

### Nationalparkpläne, Vergrößerung um Grindstone, Gefährdung
1994 bis 1996 berieten Kanada und Manitoba, ob aus dem Gebiet zwischen den großen Seen, also zwischen Winnipeg- und Manitobasee, dem sogenannten Interlake, ein Nationalpark eingerichtet werden sollte, zu dem neben Hecla und Grindstone weitere Gebiete gehören sollten. Eine Studie kam jedoch zu dem Ergebnis, dass aus dem Provinzpark kein Nationalpark entstehen sollte. 1997 wurde Grindstone dem Provinzpark angegliedert. Dort durften weiterhin Landhäuser (cottages) unterhalten werden.
Auf Grindstone stehen über 400 Häuser in Privatbesitz, die Bewohner halten seit 1981 jährlich die Grindstone Days Anfang August ab. Es besteht ein kleiner General Store. Außerdem betreiben sie seit 1979 ein lokales Nachrichtenblatt, die Grindstone Gazette. 2009 begannen Ausbauarbeiten entlang der Bucht, an der die 417 Häuser standen. Der Ausbau soll bis 2013 die Zahl der Plätze für die Cabins auf insgesamt 617 erhöhen.
Ende 2011 stellte Sun Gro Horticulture einen Antrag auf eine Erlaubnis, in das stark gefährdete Überflutungsschutzsystem des Winnipegsees einzugreifen. Dabei sollte im Hay Point Bog, einem Moorgebiet am Grindstone Point, auf einer Fläche von 531 ha 45 Jahre lang Torf gestochen werden. Die Bewohner klagten gegen das Vorhaben. Nach Auffassung des Wilderness Committee gefährdet der Abbau das größte Elchgebiet im Süden Manitobas, die Washow-Fisher Peninsula. Im Februar 2013 untersagte die Provinzregierung jegliche Torfstecherei in den Provincial Parks.
Im August 2000 fanden anlässlich der jährlich stattfindenden Hollow Water Culture Days auf Black Island archäologische Untersuchungen statt. An den Grabungen nahmen zahlreiche Schüler der Gemeinde Hollow Water teil.

## Landschaft, Fauna, Flora

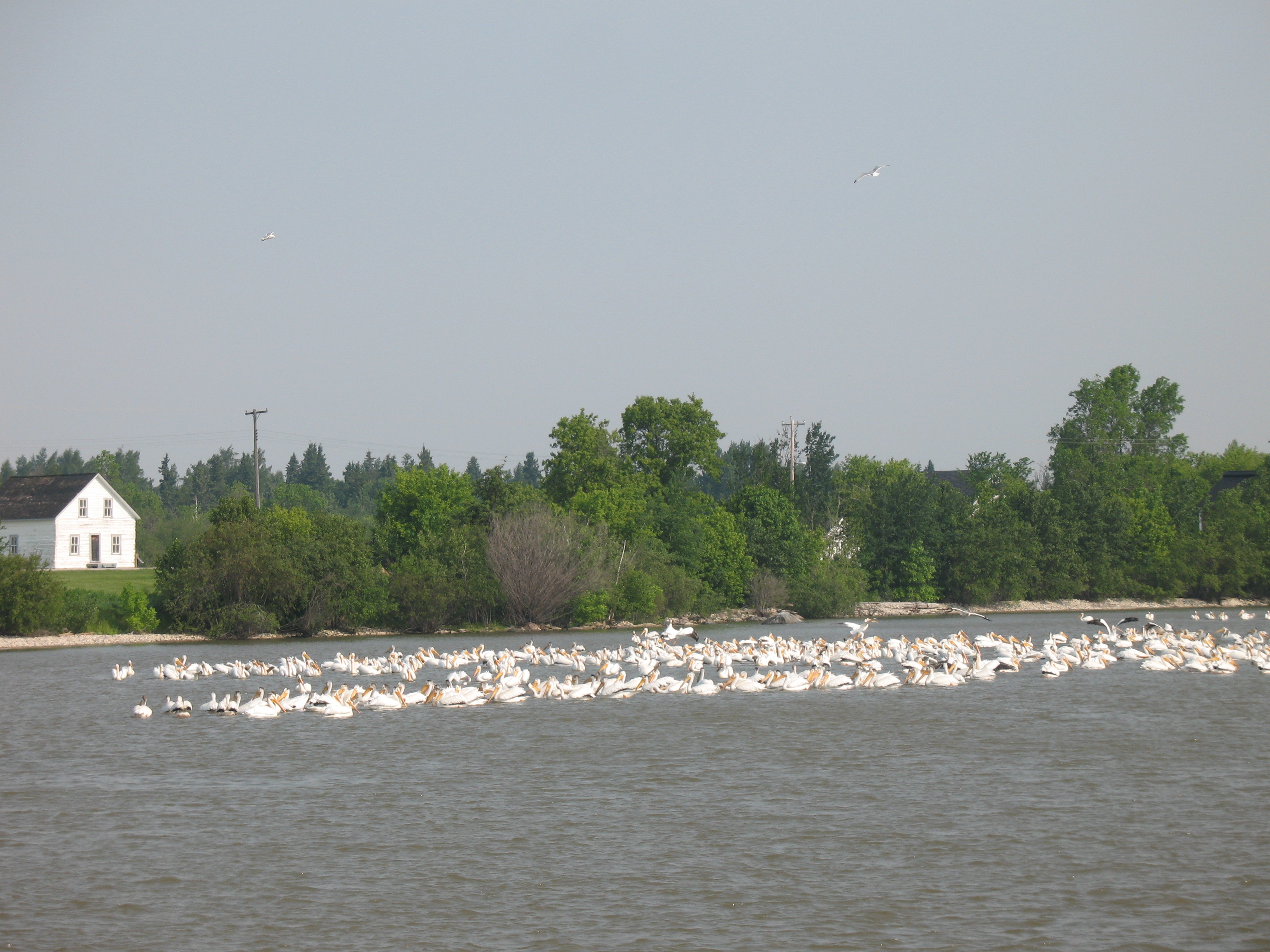
Die Zahl der Nashornpelikane um Hecla ist seit dem Ende der Bejagung wieder auf rund 1.400 angestiegen.

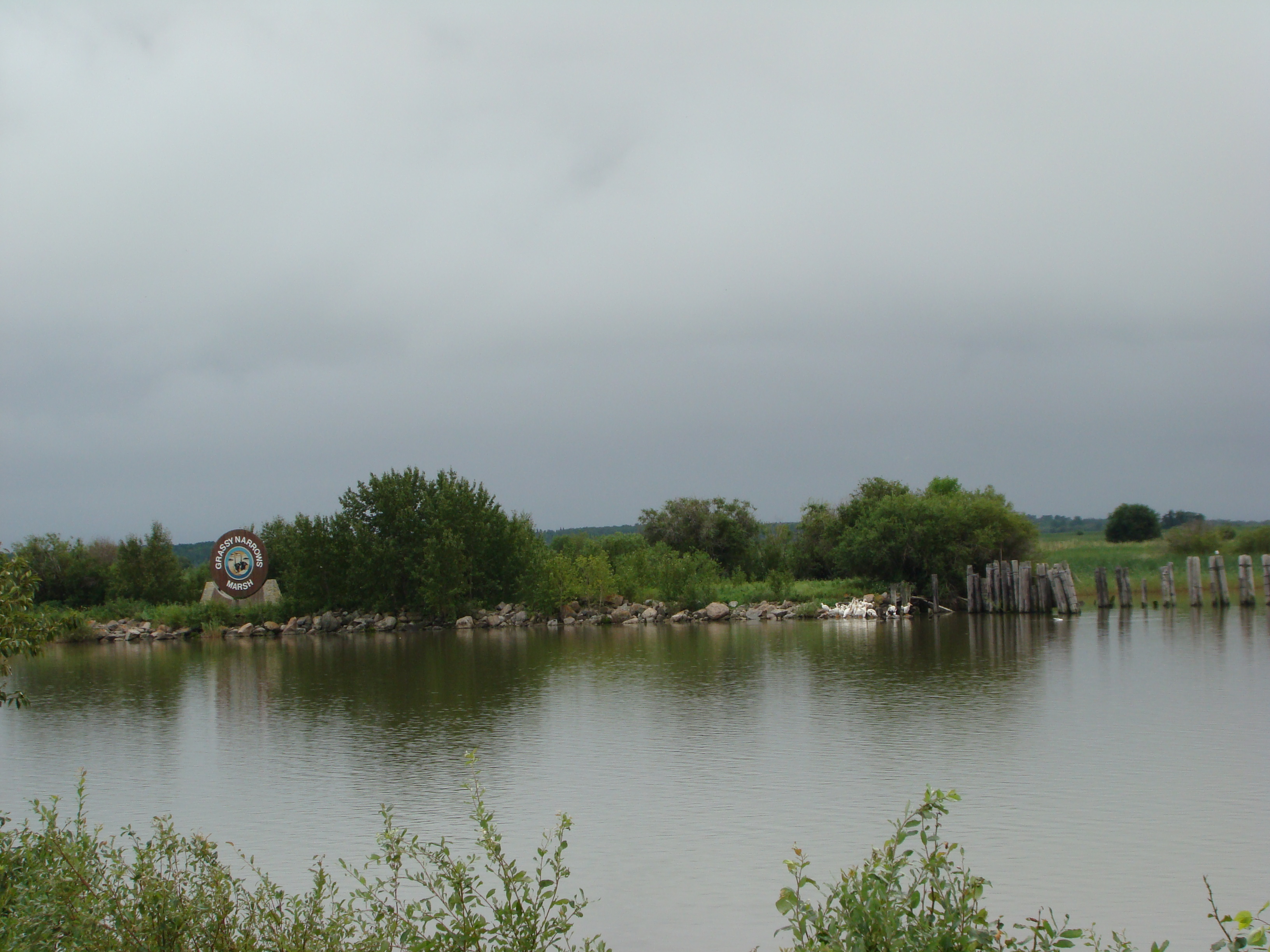
Grassy Narrows Marsh

Nadel- und Mischwälder – dort herrschen Pappeln, Birken und Fichten vor –, Kalkklippen und Sandstrände, Marschen, Moore, Hochmoore sowie Feuchtwiesen bestimmen die Landschaft. Der Park repräsentiert die sogenannten Mid Boreal Lowlands der Manitoba Lowlands. Dazu gehören auch Marschen, die allerdings durch die Stromgewinnung am Nelson River und andere Projekte vielfach zerstört wurden. Daher haben Ducks Unlimited und Manitoba Conservation nach der Verlegung einer Straße im Jahr 1977, die das Gebiet vom Winnipegsee abtrennte, ein Deichsystem errichtet, um die Grassy Narrows zu erhalten, die Zugvögeln als Brutgebiet dienen. 1975 hatte man etwa 50.000 von ihnen gezählt. Das Gebiet wird von Ducks Unlimited (Canada) betreut, einer Organisation, die auch die drei Wanderpfadsysteme anlegte. Diese sind der kurze Wildlife Viewing Tower Trail, der vor allem die Beobachtung von Elchen gestattet, und die angrenzenden Grassy Narrows Marsh Trails im Südwesten, dann der 3,5 bzw. 10 km lange West Quarry Trail im Norden von Hecla, schließlich die Gull Harbour Trails, ein Pfadsystem, zu dem vor allem der Lighthouse Trail gehört. Letzterer führt über eine schmale Halbinsel zwischen Gull Harbour und den Lake Winnipeg Narrows, der schmalsten Stelle des Sees.
Im Park gibt es neben zahlreichen Vogelarten Schwarzbären, Elche, Biber, den Bisam, Füchse und Kojoten, Otter, Luchs, Wolf und verschiedene Hirscharten, aber auch Amphibien und Schildkröten, ebenso wie Weißkopfseeadler in den Bäumen entlang der Küsten. Hinzu kommt eine wieder wachsende Zahl von Pelikanen, Falken, Kolibris, Spechten, Eulen und verschiedene Entenarten.

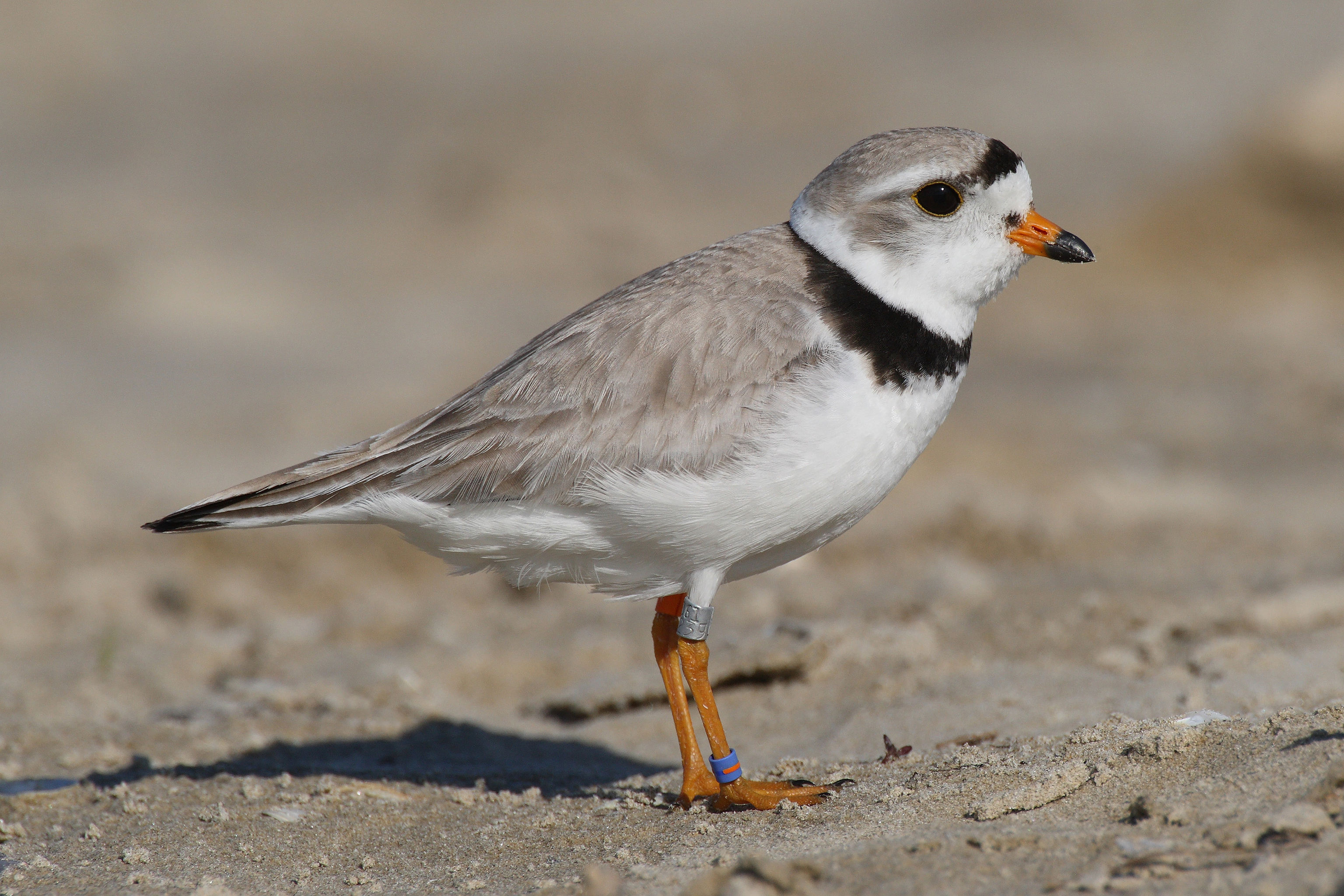
Gelbfuß-Regenpfeifer (Charadrius melodus circumcinctus)

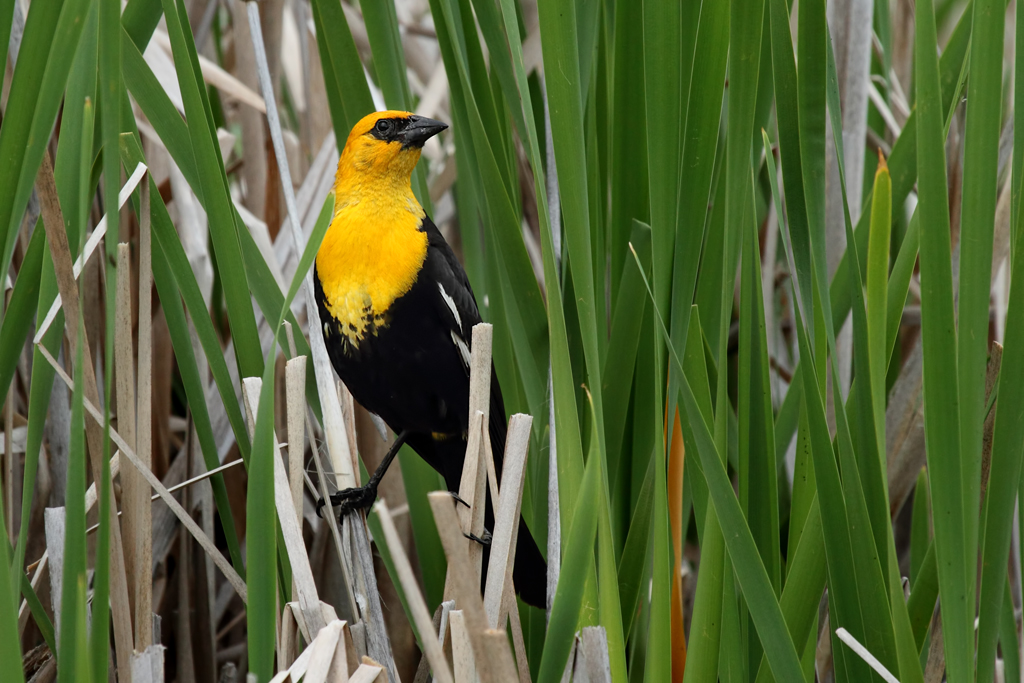
Gelbkopf-Schwarzstärling

Nashornpelikane (Pelecanus erythrorhynchos), hier American White Pelicans genannt, siedeln auf zahlreichen kleinen Felsen, den Pipestone Rocks, aber auch den Kasakeemeemisekak Islands (Cree: „viele Inseln“). Erstere sind infolge des Guanoeintrags kahl. Auf diesen Felsen brüten rund 1 % der nordamerikanischen Pelikane, 1.500 Tiere wurden bereits 1990 ermittelt. Sie jagen Fisch arbeitsteilig, d. h. sie setzen Treiber und Fänger ein. Kleine Schwärme fischen im Umkreis von mehr als 100 km. Ihre Bestände wurden ab etwa 1900 zunehmend gefährdet, zunächst wegen der massenhaften Jagd auf sie, da sie fälschlicherweise als Konkurrenten für die Fischer galten, dann aufgrund des Einsatzes von DDT. Um 1975 galten sie als bedroht, doch konnte 1987 Entwarnung gegeben werden. Vorherrschend unter den Möwen sind die Kanadamöwe (Larus smithsonianus) und die Ringschnabelmöwe (Larus delawarensis), deren Nester auf den Pipestone Rocks auf 8.000 geschätzt werden.
Die Felsen werden auch von Kormoranen, Möwen und Seeschwalben genutzt. Während der Brutzeit von Mai bis August dürfen die Felsen von Menschen nicht aufgesucht werden. 2006 fanden sich 10 bis 13 Paare des Gelbfuß-Regenpfeifers (Charadrius melodus circumcinctus). Auch findet man in den Marschgebieten den Seggen- und den Sumpfzaunkönig, den Gelbkopf-Schwarzstärling (Xanthocephalus xanthocephalus) sowie in Kanada seltene Dommeln, aber auch Nelsonammer (Ammodramus nelsoni) und Leconteammer (Ammodramus leconteii).
Die Pipestone Rocks gelten als besonders schutzwürdig und sind jeder wirtschaftlichen Nutzung, insbesondere Holzeinschlag, Bergbau und hydroelektrischer Nutzung, entzogen. Sie gelten als Kandidaten für den Status als Ecological Reserves, was in Manitoba dem höchsten Schutzstatus entspricht. Auch bestehen Überlegungen, sie als Nationalpark in Bundesbesitz übergehen zu lassen. 2009 zählte man im südlichen Interlake-Gebiet zwischen Manitoba- und Winnipegsee 209 dort brütende Vogelarten.
Auf der Nordostseite von Black Island befinden sich zahlreiche kleine Inseln im Umkreis der etwas größeren Cairine Islands, auf denen weitere Vögel brüten.
Im Sommer 2001 wurden die zwölf Schwarzbären temporär von der Insel entfernt, um festzustellen, wie sich die Elchpopulation erholt (Grizzlybären gibt es seit dem späten 19. Jahrhundert nicht mehr auf der Insel). Zusätzlich wurden sowohl von Menschen induzierte Faktoren als auch die Rolle der Timberwölfe untersucht. Hatte man 1971 bis 1989 noch jedes Jahr zwischen 17 und 46 Kälber gezählt, so waren es 1996/97 nur noch vier, im Jahr 2000 kein einziges mehr. Um die Überlebenschancen der wenigen Kälber zu erhöhen, die in den ersten sechs bis acht Wochen mitunter Bären zum Opfer fallen, sollten die Bären für einige Zeit von der Insel entfernt werden. Sie wurden hauptsächlich westlich des Winnipegsees, einige auch östlich ausgesetzt. Auf Hecla befand sich nur ein einziges Exemplar der Timberwölfe. Allerdings überqueren Wölfe jeden Winter das Eis des Sees. Ihr Verbleib im Sommer hängt davon ab, wo sie sich zur Zeit der Eisschmelze aufhalten. Ende der 80er Jahre rechnete man noch mit zwei kleinen Rudeln von 7 bis 9 bzw. 3 bis 4 Tieren, 1999 gab es nur noch ein Rudel mit 7 bis 9 Tieren. Untersuchungen führten zu der Annahme, dass generationenlange Abhängigkeit vom isländischen Fischabfall und die Bejagung dazu führten, dass sie die für die Elchjagd nötigen Fertigkeiten verloren hatten. Bären waren hingegen zwar bis 1979 äußerst selten, so dass man für dieses Jahr annahm, dass nur ein einziger Schwarzbär auf der Insel lebte; da Bären Winterschlaf halten, konnten sie die Insel nur schwimmend erreichen. Doch mit dem Bau der Brücke und der Müllkippe nahm ihre Zahl zu. 1994 bis 1999 wurden jährlich im Schnitt knapp vier Bären entfernt oder geschossen.
Einige der Zuflüsse des Winnipegsees leiden unter Überdüngung, so dass seit einigen Jahren ein starkes Anwachsen der Algenpopulationen zu beobachten ist. Das gilt insbesondere für das Seegebiet nördlich von Hecla, seit einigen Jahren auch südlich, so dass die Behörden Warnhinweise ausgeben, um vor den Gefahren der teils toxischen Algen zu warnen. Badeverbote wurden erstmals 2003 ausgesprochen. Diese Vorgänge veranlassten die Provinzregierung, so teilte sie mit, mehr für Abwasserreinigung und die Wiederherstellung der Feuchtgebiete und Marschen zu unternehmen.

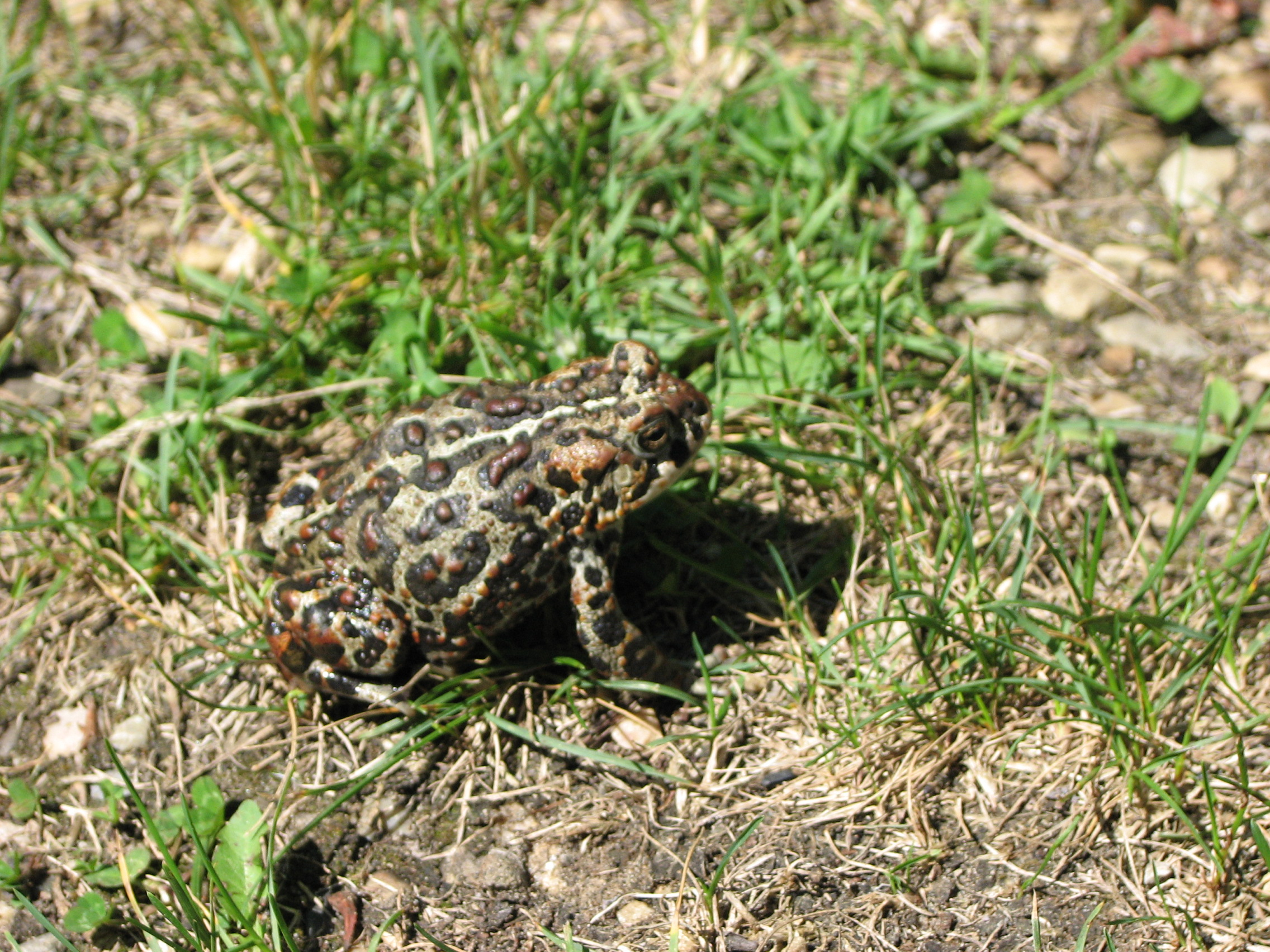
Kanadische Kröte (Anaxyrus hemiophrys)

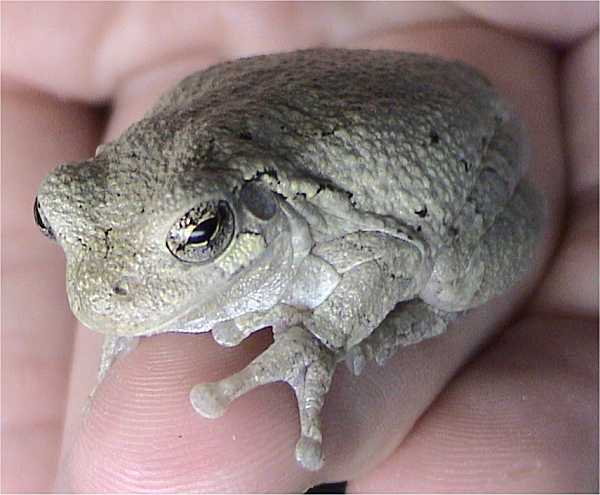
Der Grey Tree Frog (Hyla versicolor) ist eine seltene Laubfroschart.

Einige Amphibien- und Reptilienarten finden auf der Insel ihr äußerstes Refugium, wie etwa die Westliche Zierschildkröte oder Indianer-Zierschildkröte, hier Western Painted Turtle genannt (Chrysemys picta bellii), die hier ihren nördlichsten Lebensraum findet. Für die Kanadische Kröte (Anaxyrus hemiophrys) und die Amerikanische Kröte (Anaxyrus americanus) markiert der Park ebenfalls den Rand ihres Verbreitungsgebietes. Gleiches gilt auch für den gefährdeten Laubfrosch Hyla versicolor, der auch bei −8 °C noch überleben kann.
Im Winnipegsee leben 48 Fischarten, hinzu kommen vier durch Menschen eingeführte (darunter Arktischer Stint (Osmerus mordax), Karpfen und Morone chrysops, eine Wolfsbarschart). Kommerziell wichtig sind die verschiedenen Weißfische, der Kanadische und der Glasaugenbarsch – für letzteren sind die Riffe an der Südküste von Hecla besonders wichtig als Laichgebiet. Es finden sich aber auch Hechte, der Amerikanische Flussbarsch, die Barschlachs-Art Percopis omiscomaycus (trout perch), die Quappe, der Süßwassertrommler, die Amerikanische Kleine Maräne (Coregonus artedi), Notropis atherinoides  (Emerald Shiner) und Goldauge (Hiodon alosoides) aus der Familie der Mondaugen. Vor der Ostküste der Insel leben zahlreiche Rhinichthys cataractae, die zu den Leuciscinae, einer Unterfamilie der Karpfenfische zählen. Sie werden hier Longnose Dace genannt. Gefährdete Arten sind Macrhybopsis storeriana (Silver Chub) aus der Familie der Karpfenfische, Großmäuliger Büffelfisch (Ictiobus cyprinellus) aus der Familie der Saugkarpfen, Coregonus zenithicus (Shortjaw cisco) aus der Gattung Coregonus und Ichthyomyzon castaneus (Chestnut lamprey), eine Neunaugenart.

Verbreitung von Pinus resinosa, deren nördlichste Bestände sich auf Black Island befinden

Auf Black Island befindet sich der westlichste und zugleich nördlichste Bestand der Amerikanischen Rot-Kiefer bzw. Red Pine (Pinus resinosa), einer Baumart, die hier mit bis zu über 150 Jahre alten Exemplaren trotz Holzeinschlags ab dem späten 19. Jahrhundert noch vertreten ist. Es handelt sich um einen Mischwald, in dem neben der Rotkiefer auch Banks-Kiefer, Schwarz-Fichte, Balsam-Tanne (Abies balsamea) und Papier-Birke (Betula papyrifera) sowie Gemeiner Wacholder (Juniperus communis) gedeihen.